# Luanda
Luanda, původně São Paulo da Assunção de Loanda, je hlavní a největší město Angoly. Vzhledem k umístění na pobřeží Atlantského oceánu je Luanda hlavním angolským přístavem i administrativním centrem země. V aglomeraci žije přes pět milionů obyvatel. Zároveň je hlavním městem provincie Luanda a třetím největším lusofonním (portugalsky mluvícím) městem na světě po brazilských São Paulu a Rio de Janeiru.
Město převzalo název od ostrova, na kterém bylo založeno – Ilha de Luanda. Původ jména Luanda býval vysvětlován jako „plochá země“ nebo „místo, kde se vrhají sítě do moře“, pravděpodobně však vznikl zkomolením odpovědi na otázku, odkud jsou zdejší lidé: „atyilwanda“ – „z vnitrozemí“ nebo „ze savany“ (v jazyce kimbundu).
Město v současnosti prochází rozsáhlou rekonstrukcí, která jej má značně změnit.

## Dějiny

### Před příchodem Portugalců
Záliv, ve kterém je dnes Luanda, byl v době příchodu Portugalců součástí království Kongo a jeho vazala království Ndongo. Místní obyvatelstvo z moře sbíralo mušle zimbo, které se v okolních oblastech užívaly jako platidlo.

### Portugalská vláda

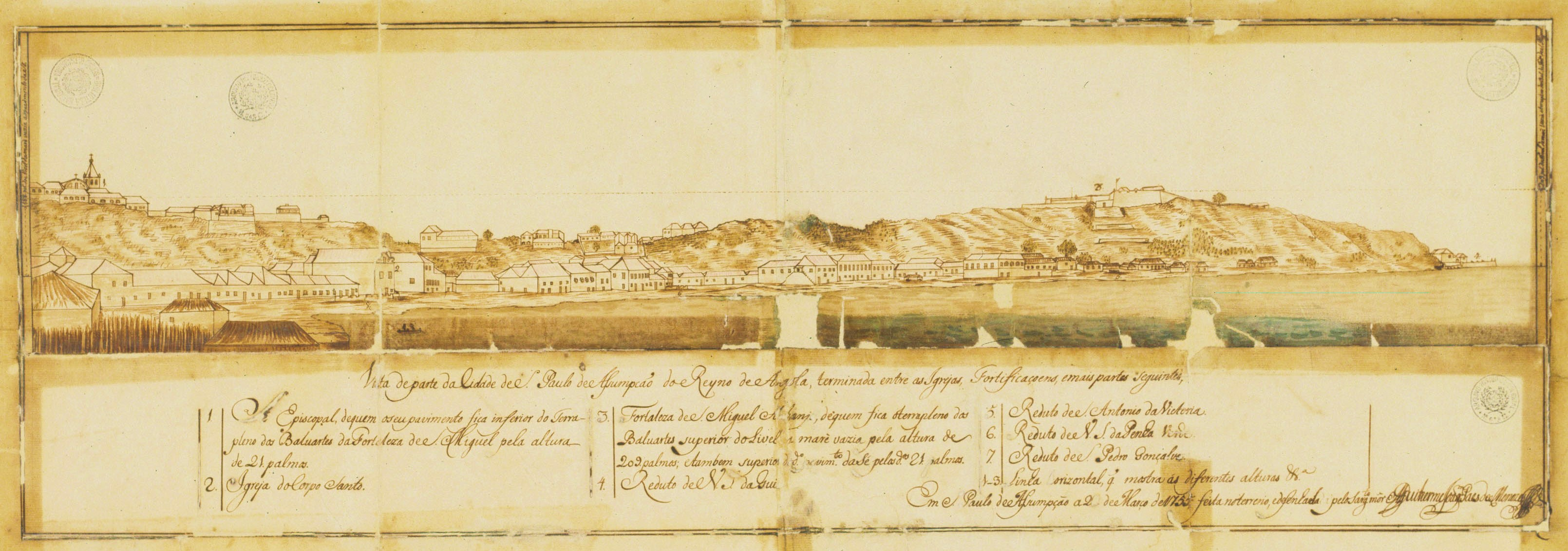
Luanda v roce 1755

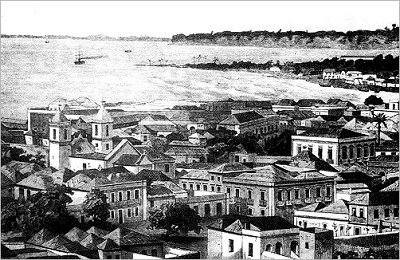
Luanda (1883)

Luandu založil portugalský průzkumník Paulo Dias de Novais (vnuk Bartolomeo Diase, objevitele mysu Dobré naděje) 25. ledna 1576 jako "São Paulo da Assunção de Loanda", se stovkou rodin osadníků a čtyřmi sty vojáky. Od začátku měla sloužit jako základna pro dobytí místního království Ndongo, které Portugalci chtěli ovládnout hlavně kvůli obchodu s otroky. Postupně zde vybudovali několik pevností na posílení moci a na obranu jednak před domorodci ale i před dalšími evropskými mocnostmi, jejichž lodě v oblasti operovaly.
V roce 1627 Portugalci Luandu vyhlásili správním centrem oblasti již nazývané Angola a tím zůstala na několik století kromě období vlády Nizozemců mezi lety 1640 a 1648, kteří ji přejmenovali na Fort Aardenburgh. Město sloužilo jako centrum obchodu s otroky mířícími převážně do portugalské kolonie Brazílie, a to až do roku 1836; brazilské lodě byly v luandském přístavu nejhojnější. Obchod s otroky potřeboval také místní obchodníky a bojovníky, kteří na něm vydělávali. Během tohoto období Portugalci neobsazovali žádná významnější území. Jen několik malých osad bylo založeno jako zázemí Luandy, některé z nich na posledním úseku řeky Kwanza.

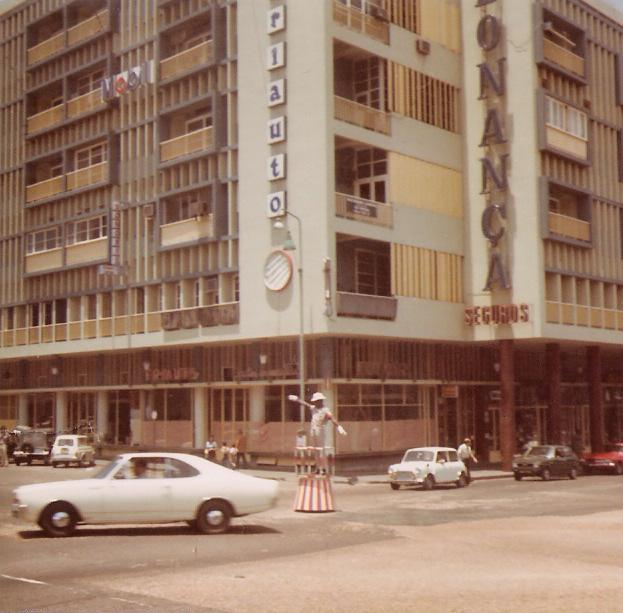
Doprava v Luandě (1972)

V 50. letech 18. století bylo ročně prodáno mezi 5 a 10 tisíci otroků. Angola jakoby v té době byla brazilskou kolonií, třebaže obě byly koloniemi portugalskými. Silný brazilský vliv byl v Luandě znatelný až do brazilského vyhlášení samostatnosti v roce 1822. Mezi lety 1764 a 1772, kdy byl guvernérem Francisco Inocêncio de Sousa Coutinho došlo k nadějnému rozvoji a reorganizaci Luandy stejně jako celé Angoly. Sousa Coutinho postavil první ulice a náměstí ve městě, přestavěl pevnost São Miguel, založil zde loděnice, a také první odborné učiliště.
V 19. století, stále pod portugalskou vládou, Luanda zažila ekonomickou revoluci. Obchod otroky byl ukončen v roce 1836 a v roce 1844 byly angolské přístavy otevřeny cizím lodím. V roce 1850 byla Luanda jedním z největších a nejrozvinutějších měst portugalského impéria mimo vlastní Portugalsko, plná obchodních společností, vyvážejících z Angoly (kromě Luandy ještě přes Benguelu) palmový a arašídový olej, vosk, kopál, dřevo, slonovinu, bavlnu, kávu a kokos, spolu s dalšími produkty. Místně se začala produkovat kukuřice, tabák, sušené maso a mouka z manioku. V této době vznikla angolská buržoazie.
V roce 1889 guvernér Brito Capelo otevřel akvadukt, který zásobil město vodou, do té doby vzácným zdrojem, a tím položil základy pro jeho růst.
Spolu s většinou portugalské Angoly, byla Luanda dotčena Portugalskou koloniální válkou (1961–1974) méně než jiné části portugalského koloniálního impéria. Ekonomický růst a rozvoj v celém regionu i přes válku dosáhl v tomto období značné výše.
Za portugalské druhé republiky (Estado Novo) Luanda vyrostla z města s 61 208 obyvateli, z čehož bylo 15 % bílých, v roce 1940, do bohatého kosmopolitního velkoměsta s 475 328 obyvateli v roce 1970 s 26 % Evropanů a okolo 10 % míšenců.

### Nezávislost na Portugalsku

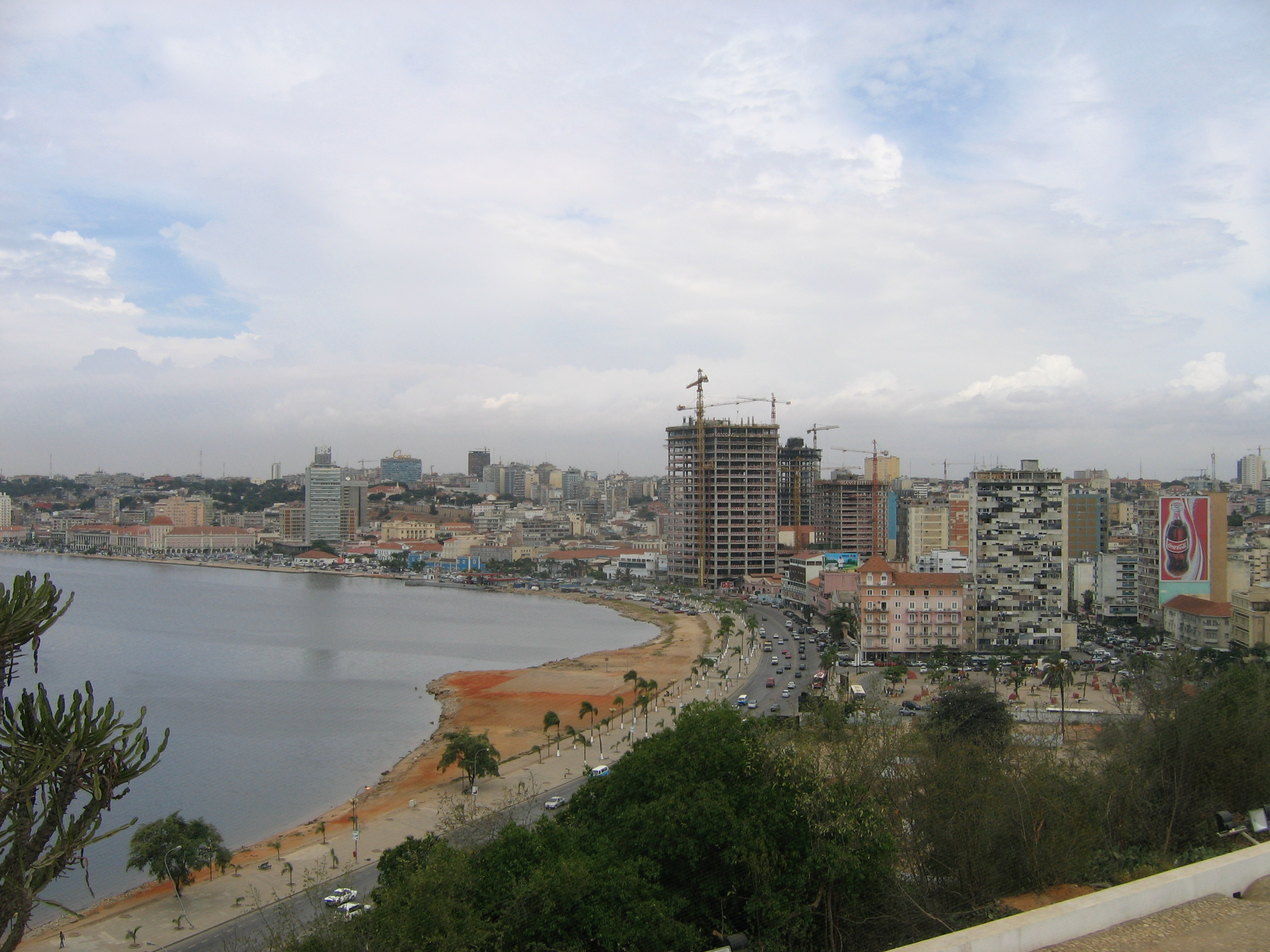
Luanda (únor 2006)

V době angolského vyhlášení nezávislosti v roce 1975 byla Luanda moderní město a většina městského obyvatelstva včetně vojska byla původem bílých Portugalců. Ti město po Karafiátové revoluci v dubnu 1974, s příchodem nezávislosti a začátkem Angolské občanské války (1975–2002) opustili jako uprchlíci většinou do Portugalska, mnozí ale cestovali pozemní cestou do Jihoafrické republiky. Bezprostředně poté nastala krize, protože místní populace neměla dostatek zkušeností a schopností spravovat město a jeho infrastrukturu.
Spousta kvalifikovaných odborníků v jednotkách kubánských vojáků vyslaných na podporu vlády Lidového hnutí za osvobození Angoly v Angolské občanské válce bylo schopných značně přispět k základní obnově městské správy.
V následujících letech se rozprostřely na kilometry za bývalé městské hranice slumy nazývané musseques, jako následek desítky let trvající občanské války, prohlubování sociálních rozdílů a ohromné migrace uprchlíků občanské války z jiných angolských oblastí. Po desítky let nebyla infrastruktura města patřičně rozvíjena, aby zvládala velký růst městské populace.
Po roce 2002 s koncem občanské války a díky vysoké míře ekonomického růstu, podpořeného produkcí ropy a diamantů, začala rozsáhlá rekonstrukce města.

## Správní členění města

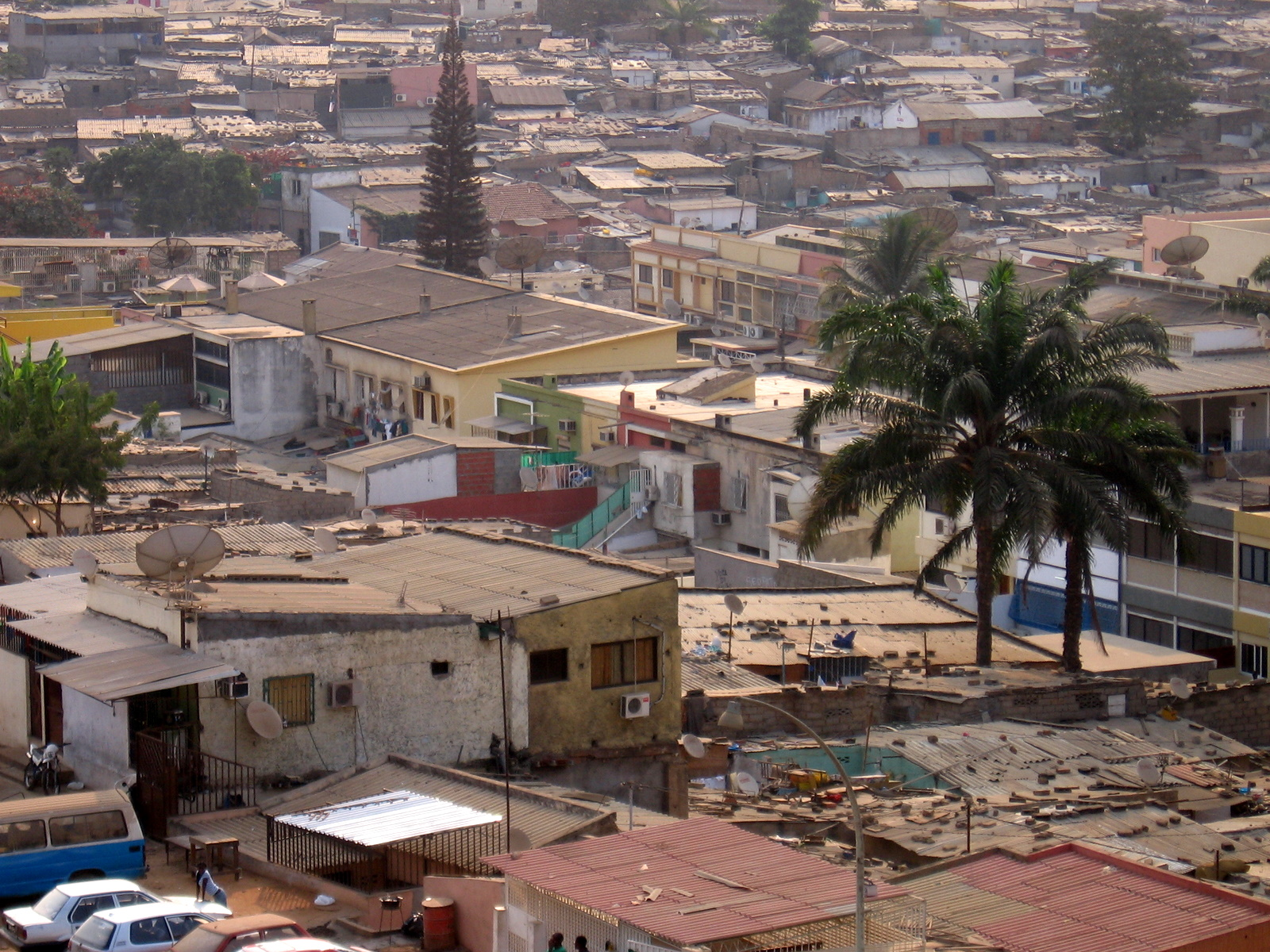
Município Maianga (2008)

Luanda má dvě hlavní části: Baixa de Luanda (stará Dolní Luanda) a Cidade Alta (nové Horní Město). Baixa de Luanda leží vedle přístavu a má úzké ulice a staré koloniální budovy.
Město je rozděleno do devíti čtvrtí, nazývaných municípios:
- Município de Cazenga
- Município de Ingombota
- Município de Kilamba Kiaxi
- Município de Maianga
- Município de Rangel
- Município de Samba
- Município de Sambizanga
- Município de Cacuaco
- Município de Viana

Luanda je dnes rychle rostoucí aglomerací. Město se rozrůstá za své administrativní hranice do přilehlých oblastí a dokonce za hranice provincie. Úplně novým satelitním městem je například Luanda Sul.

## Podnebí

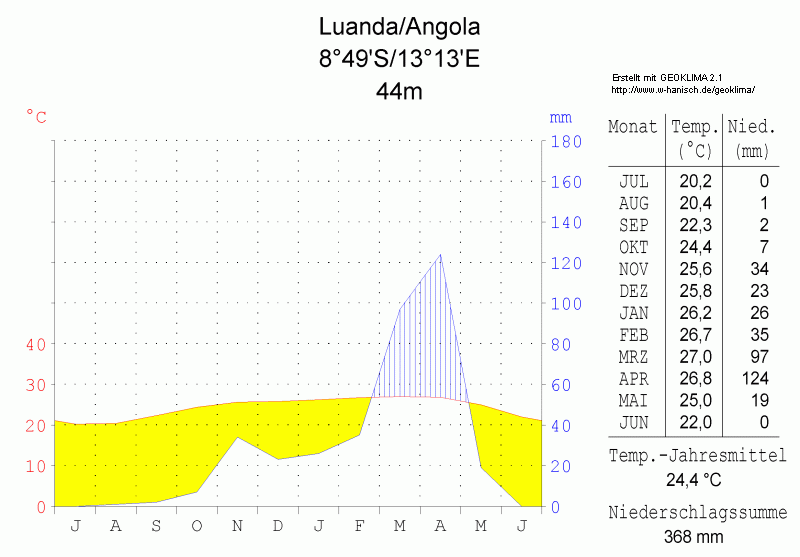
Klimadiagram Luandy

Luanda je položena podle Köppenovy klasifikace podnebí v teplém semi-aridním podnebném pásmu. Klima je teplé ale překvapivě suché s ohledem na studený Benguelský proud, který zabraňuje snadné kondenzaci vlhkosti do srážek. Časté mlhy brání klesání teplot v noci i v suchých měsících od června do října. Luanda má průměrný roční úhrn srážek 323 mm, ale je zde pro ně typická vysoká nepravidelnost. Zaznamenané hodnoty se pohybují od 55 mm v roce 1858 po 851 mm v roce 1916. Krátké období dešťů v březnu a dubnu závisí na severním protiproudu přinášejícím do města vlhkost: je zřetelné, že je-li Benguelský proud slabý, mohou srážky v Luandě vzrůst zhruba šestkrát v porovnání s roky, kdy je tento proud silný.

## Obyvatelstvo

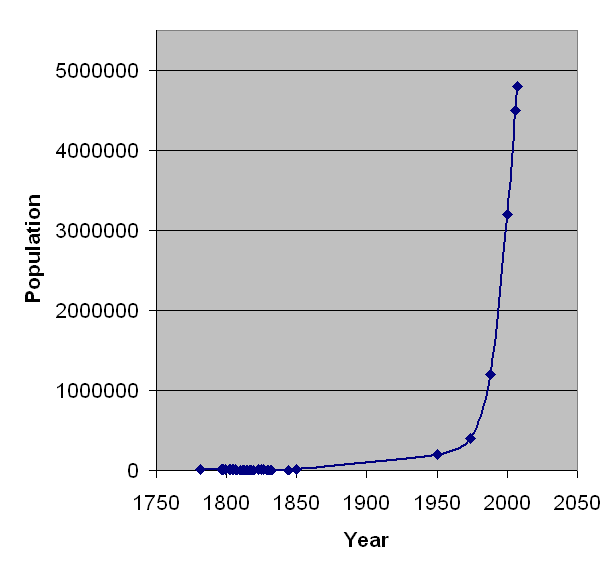
Vývoj populace Luandy (1750-2007)

V Luandě žije zhruba třetina Angolanů, z čehož 53 % žije v nuzných poměrech. Většina obyvatel Luandy je především příslušníkem některé z afrických etnických skupin, zejména Ambundu, Ovimbundu a Bakongo. Oficiálním a nejrozšířenějším jazykem je portugalština, kromě které je používáno několik bantuských jazyků: Kimbundu (jazyk etnické skupiny Ambundu), Umbundu (skupina Ovimbundu) a Kikongo (skupina Bakongo). Mezi menšinovou populací obyvatel evropského původu převažují Portugalci a výrazná je i menšina Brazilců a dalších Latinoameričanů. V uplynulých desetiletích se vytvořila značná čínská komunita, ale i menší komunita Vietnamců. Je zde i nemnoho imigrantů z dalších afrických zemí včetně malé komunity vyhoštěnců z Jihoafrické republiky.
V posledních letech dochází v Luandě k populační explozi, z velké části díky imigraci do města během válečného období, které bylo oproti zbytku země bezpečné. Na druhou stranu dnes v Luandě vzrůstá násilná kriminalita, zejména v chudinských čtvrtích okolo koloniálního městského jádra.

## Hospodářství
Životní podmínky jsou v Luandě špatné. Je zde nedostatek základních služeb, jako je zásobování pitnou vodou. Pro zámořské cizince je Luanda jedním z nejdražších měst světa.
Hospodářský růst je silně podporován činnostmi spojenými se zpracováním ropy. Ropa z ložisek v šelfovém moři se zpracovává v místních rafineriích, které byly během občanské války opakovaně ničeny.
Rozsáhlé investice z domácích i zahraničních zdrojů, spolu se silným ekonomickým růstem, podstatně zrychlily budování dalších odvětví a umožnily tak masivní diverzifikaci hospodářství. Průmysl zde dnes zahrnuje zpracování potravin, produkci nápojů, výrobu textilu, oblečení, obuvi, cementu a dalších stavebních materiálů, výrobky z plastů, kovů, tabákové výrobky. Ve městě prosperuje stavebnictví. Na to vše má zásadní vliv celonárodní hospodářský rozvoj započatý skončením občanské války v roce 2002, kdy přišla politická stabilita.
Z Luandského přístavu se vyváží zejména káva, bavlna, cukr, diamanty, železo a mořská sůl.

## Doprava

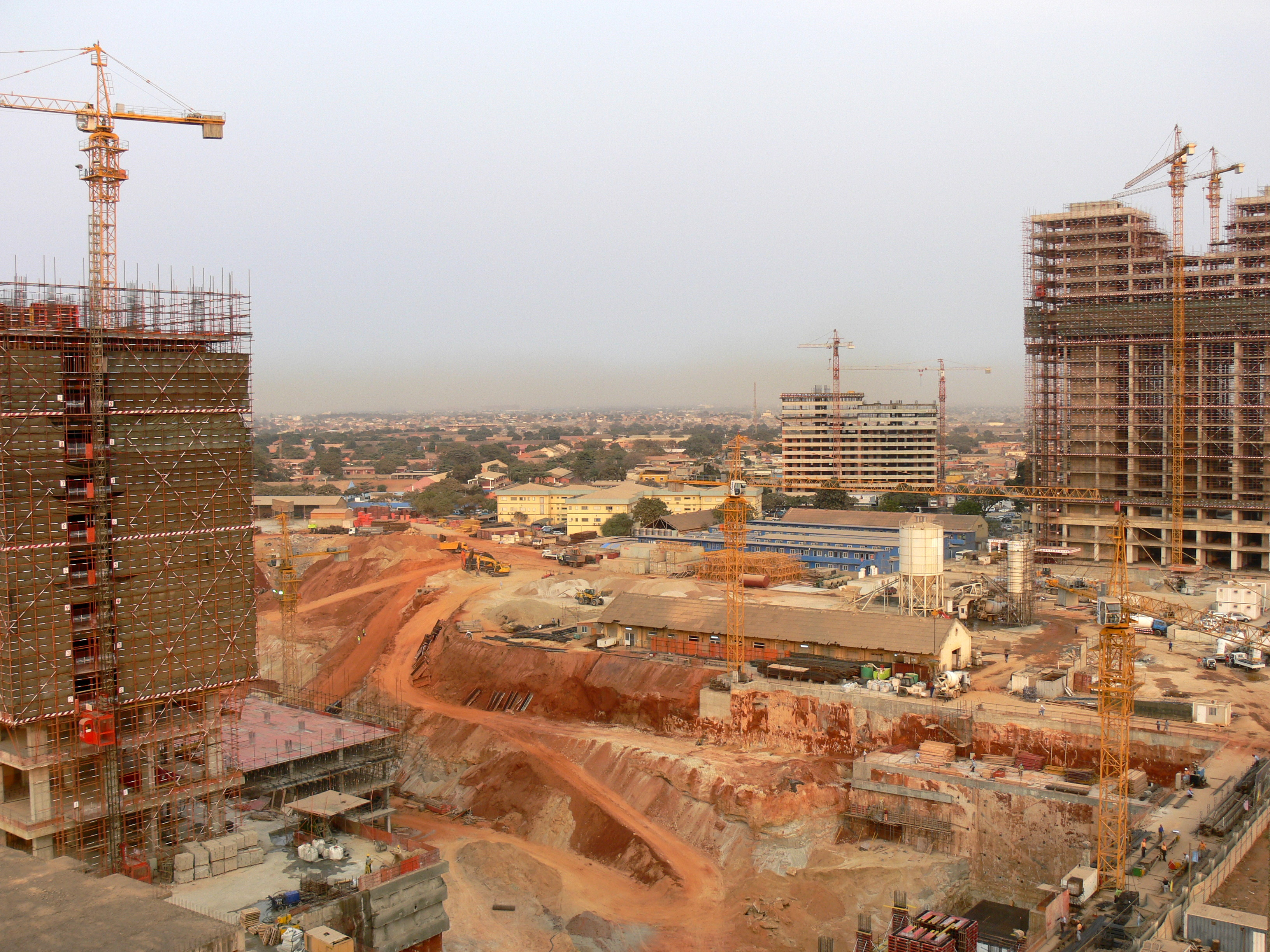
Výstavba v centru města

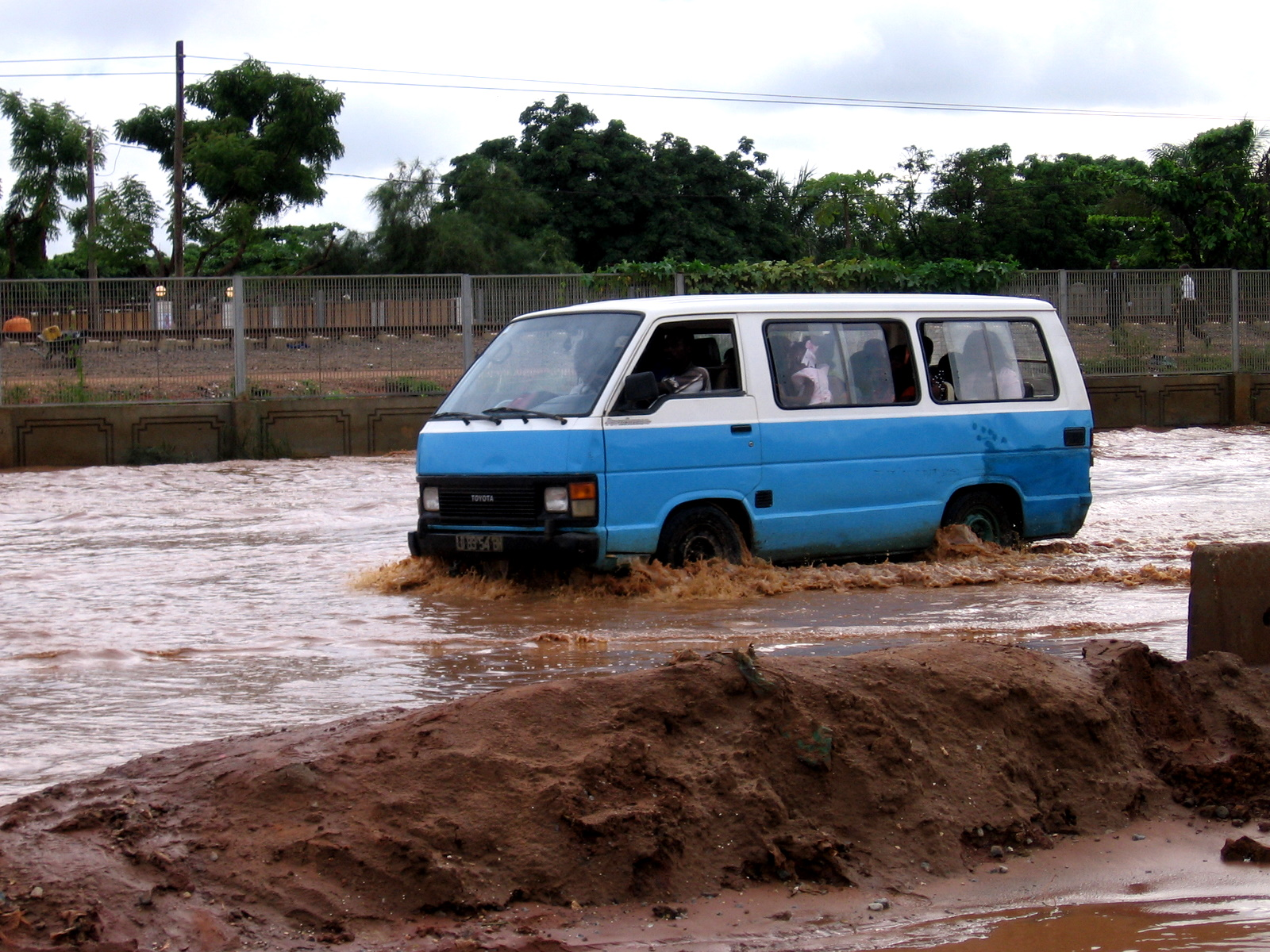
Candongueiro po silných deštích

Luandské silnice jsou v žalostném stavu. Probíhají proto rozsáhlé rekonstrukce, které mají vést k omezení pravidelných dopravních zácp ve městě. Silniční síť se rozšiřuje, asfaltuje a často se mění její vedení. Mimo jiné se budují dvě šestiproudové dálnice, jež mají propojit město s jeho vzdálenějšími částmi a nově budovaným letištěm. Stavby, které provádí brazilská firma, se značně zpozdily a v roce 2011 byly stále nedokončeny.
Veřejná osobní doprava v Luandě stojí na tzv. candongueiro, což je způsob veřejné dopravy na pomezí taxíků a autobusů. Soukromé dodávky mají většinou svou stálou trasu na které zastavují na znamení. V poslední době ale město více investuje do veřejné autobusové dopravy.
V Luandě začíná Luandská železnice, jejíž stavba začala v roce 1885 a vede na východ do města Malanje. Po občanské válce byla železnice nefunkční, ale Čína získala kontrakt na obnovu tří hlavních angolských železničních tratí včetně této, na níž je již doprava po osmnácti letech obnovena.

Hlavní Luandské letiště je Aeroporto Quatro de Fevereiro. Je to největší letiště v zemi. V současnosti se buduje nové mezinárodní letiště asi 40 kilometrů jihovýchodně od Luandy, které se mělo otevřít v roce 2011. Nicméně jelikož angolská vláda přerušila platby čínskému podniku, který stavbu prováděl, stavba byla v roce 2010 pozastavena. Město je hlavním sídlem národních aerolinií TAAG Angola Airlines.
Luanda má vynikající přirozený přístav, který je zároveň největším v Angole. Přístav je rozsáhle rozšiřován a rychle se rozrůstá.

## Obnova a rozvoj města

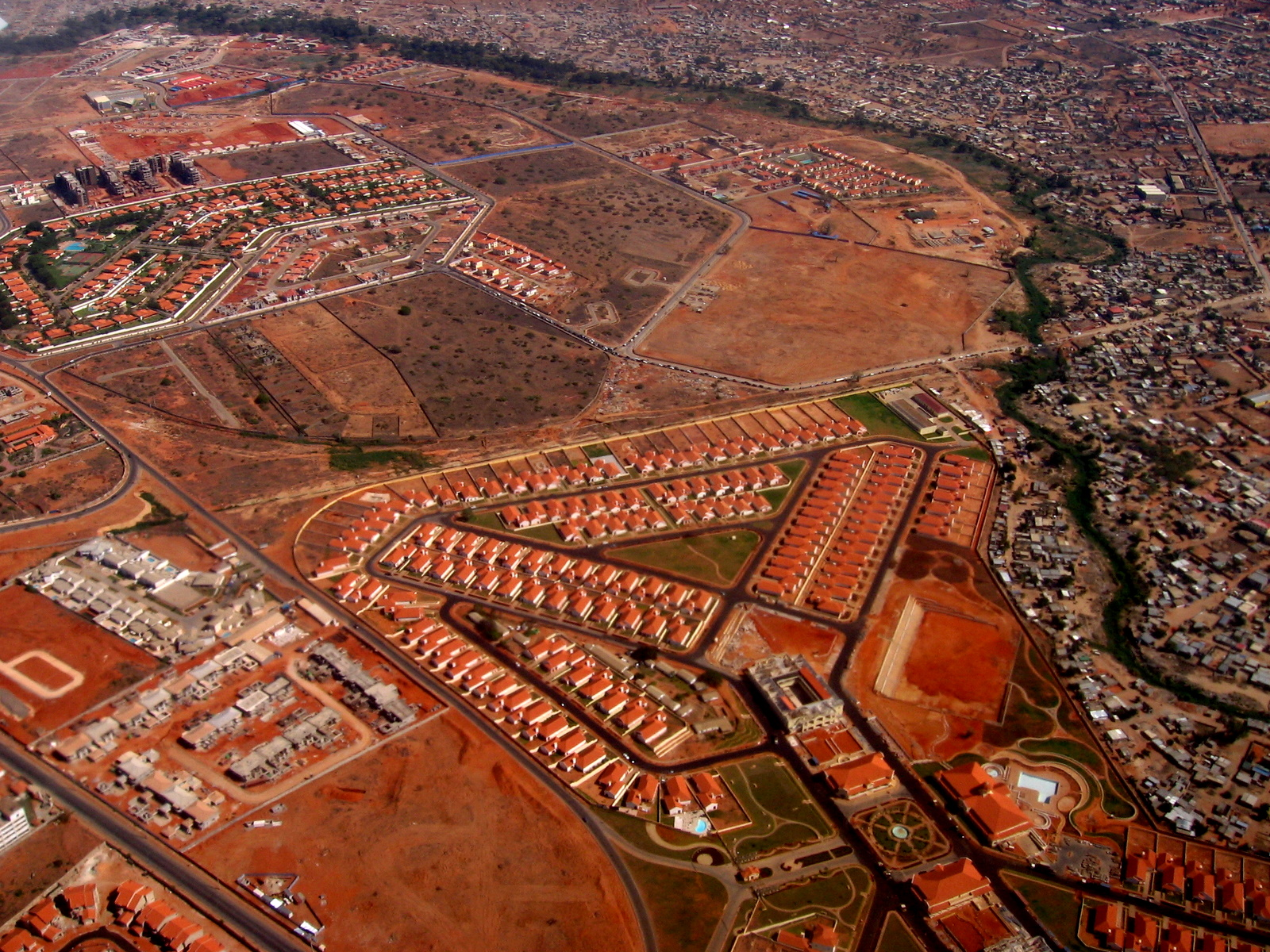
Letecký pohled na novou výstavbu v okolí Luandy (2009)

Podle některých předpokladů se Angola brzy stane jednou z nejrychleji rostoucích ekonomik světa. Dnes prochází rozsáhlou obnovou a rozvojem. Ústřední vláda rozděluje peníze do všech oblastí země, ale největší množství z nich získává hlavní město. Od konce občanské války se země uklidnila a od roku 2002 se rozeběhla rozsáhlá rekonstrukce jejích zničených částí. Na Luandu se v souvislosti s tím soustředila velká pozornost, protože její populace se několikanásobně zvětšila a dalece přerostla jeho kapacity. To se týká zejména infrastruktury (voda, elektřina, doprava), která zastarala a zhoršila se. Rekonstrukce Luandy se dotkla téměř všech částí společnosti.
Kontrakt na stavbu sociálního bydlení, které by mělo sloužit dnešním obyvatelům slumů, získala čínská firma.

## Pamětihodnosti a instituce sídlící ve městě

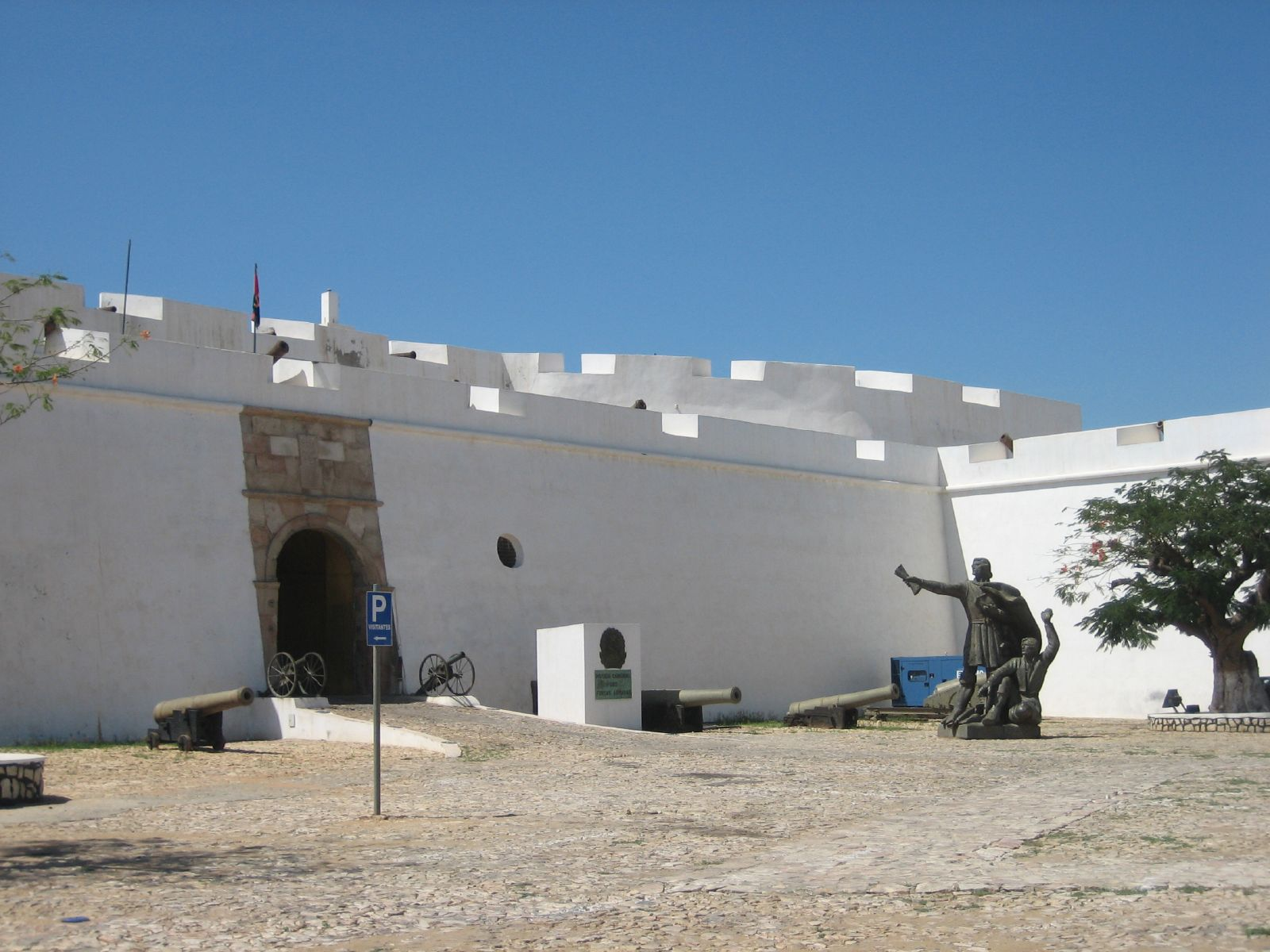
Pevnost São Miguel

Kromě státních orgánů je Luanda sídlem řady dalších institucí. Je zde soustředěno množství angolských vzdělávacích zařízení včetně Univerzity Agostinha Neta, navazující na nejstarší angolskou univerzitu založenou v roce 1962, a Angolské katolické univerzity, založené roku 1997 jako první z řady nestátních vysokoškolských zařízení.
Luandský přístav chránily pevnosti. První pevnost, která chránila město a přístav byla Fortaleza de São Miguel nad místem, kde byl někdejší průliv s ostrovem Cabo nejužší. Sloužila jako správní centrum města a celé kolonizované země. V 17. století byla přebudována a její opevnění zlepšeno. Dnes je zde Národní muzeum angolské přírody zaměřené na floru a faunu země, Národní antropologické muzeum zaměřené na angolskou etnografii a Muzeum ozbrojených sil. Další pevnost Fortaleza de São Pedro da Barra je na severním okraji luandského přístavu.
V Luandě je několik divadel, knihovny, Národní muzeum otrokářství a další kulturní stánky.

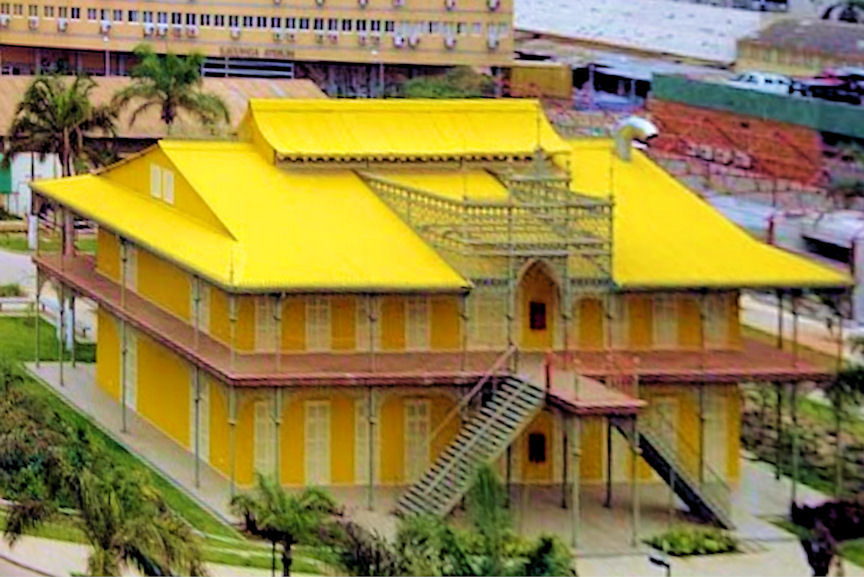
Palácio de Ferro

Nejstarší církevní stavbou v centru města je barokní kostel Ježíše Krista z roku 1636. Ještě starší je však kostel Panny Marie na ostrově Cabo z roku 1575 postavený před přesunem města na kontinent.
Zajímavý je prezidentský palác a komplex budov arcibiskupství v jeho sousedství.
Mezi pozoruhodné budovy patří Capela da Casa Grande, kde byli otroci křtění před naloděním a cestami do Amerik nebo Palácio de Ferro, dům který měl zkonstruovat ze železa Gustave Eiffel ve Francii a do Luandy se dostal cestou na Madagaskar, kam ale nikdy nedorazil.
Na národním stadionu Estádio 11 de Novembro (pojmenovaném podle angolského dne nezávislosti) pro 50 000 diváků se v roce 2010 odehrálo několik zápasů Mistrovství Afriky ve fotbale včetně finále. Estádio da Cidadela ("Stadion Citadela"), stadion s celkovou kapacitou 60 000 diváků, je domovem nejúspěšnějšího angolského fotbalového klubu Petro Atlético ale i několik dalších.

## Karneval
Ve městě se každoročně pořádá jeden z největších karnevalů na africkém kontinentu, který láká stále více návštěvníků.

## Partnerská města
- Johannesburg, Jihoafrická republika

- Brasília, Brazílie

- Beira, Mosambik

- Rio de Janeiro, Brazílie

- Belo Horizonte, Brazílie
- Sao Paulo, Brazílie
- Salvador, Brazílie
- Káhira, Egypt

- Macao, Čína

- Windhoek, Namibie

- Praia, Kapverdy

- Houston, Spojené státy americké
- Oaxaca, Mexiko
- Tahoua, Niger
- Asunción, Paraguay

- São Tomé, Svatý Tomáš a Princův ostrov

- Bissau, Guinea-Bissau

- Kapské Město, Jihoafrická republika

- Lisabon, Portugalsko
- Porto, Portugalsko
- Maputo, Mosambik

## Další fotografie

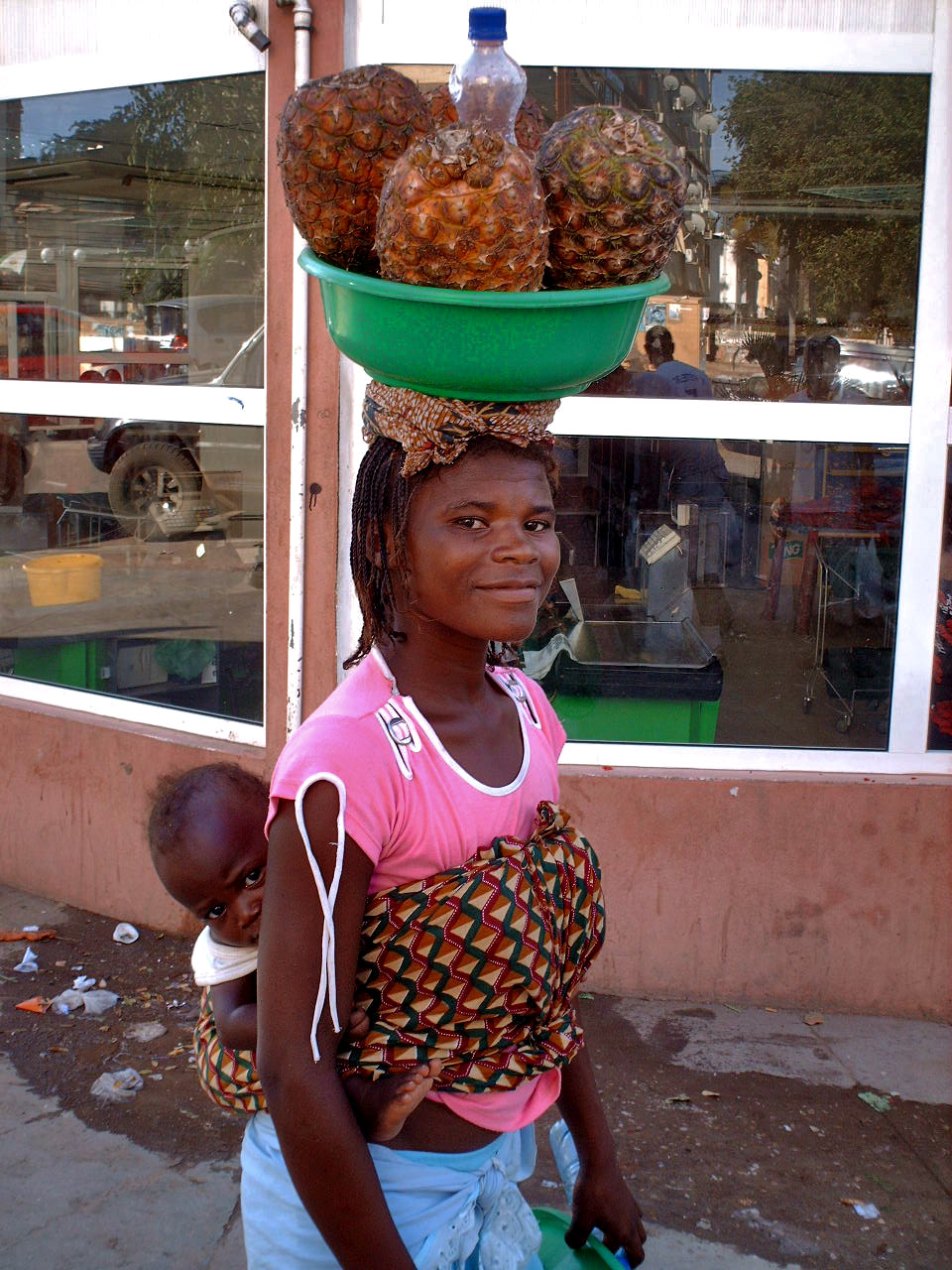
Matka nese obživu a syna
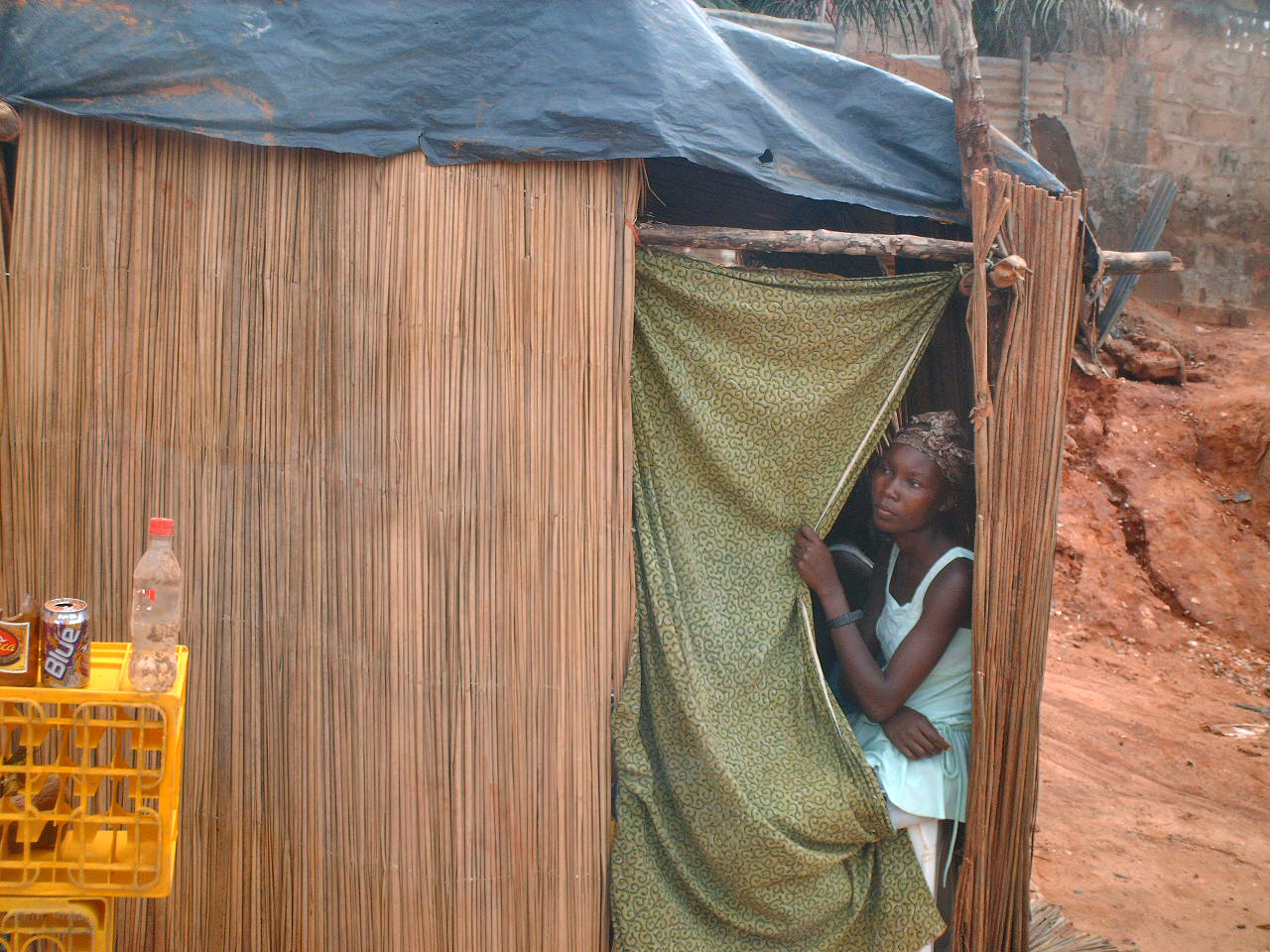
Pod střechou
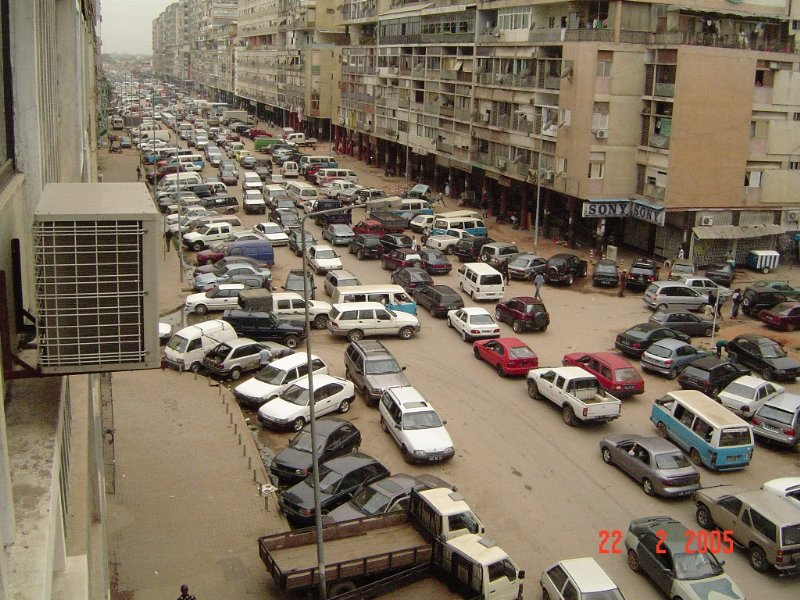
Zácpa v Luandě
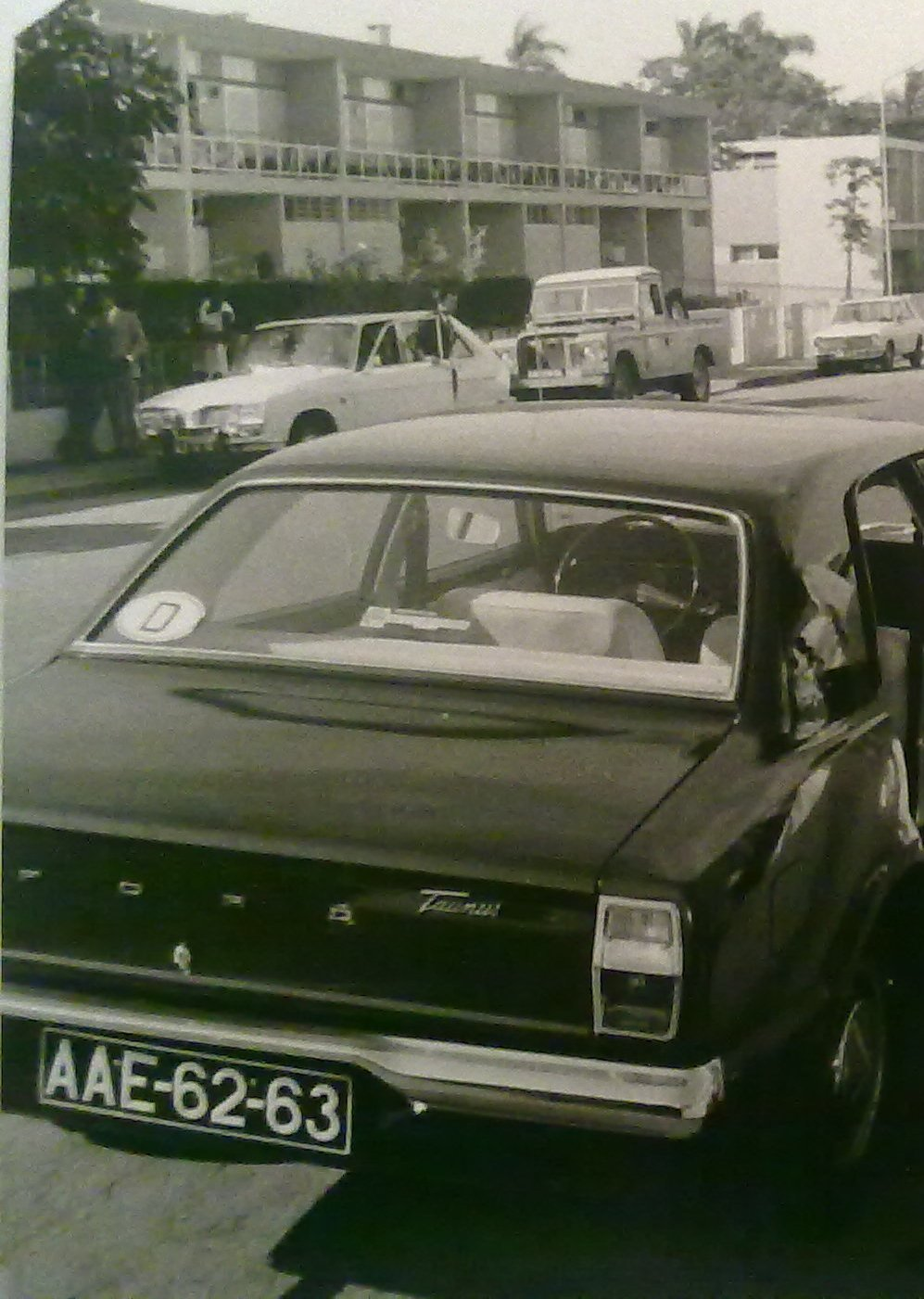
Ulice Luandy v roce 1972
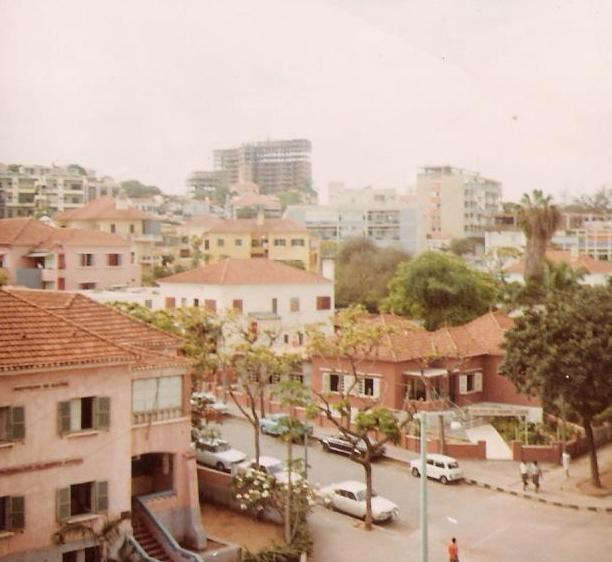
Luanda v roce 1972
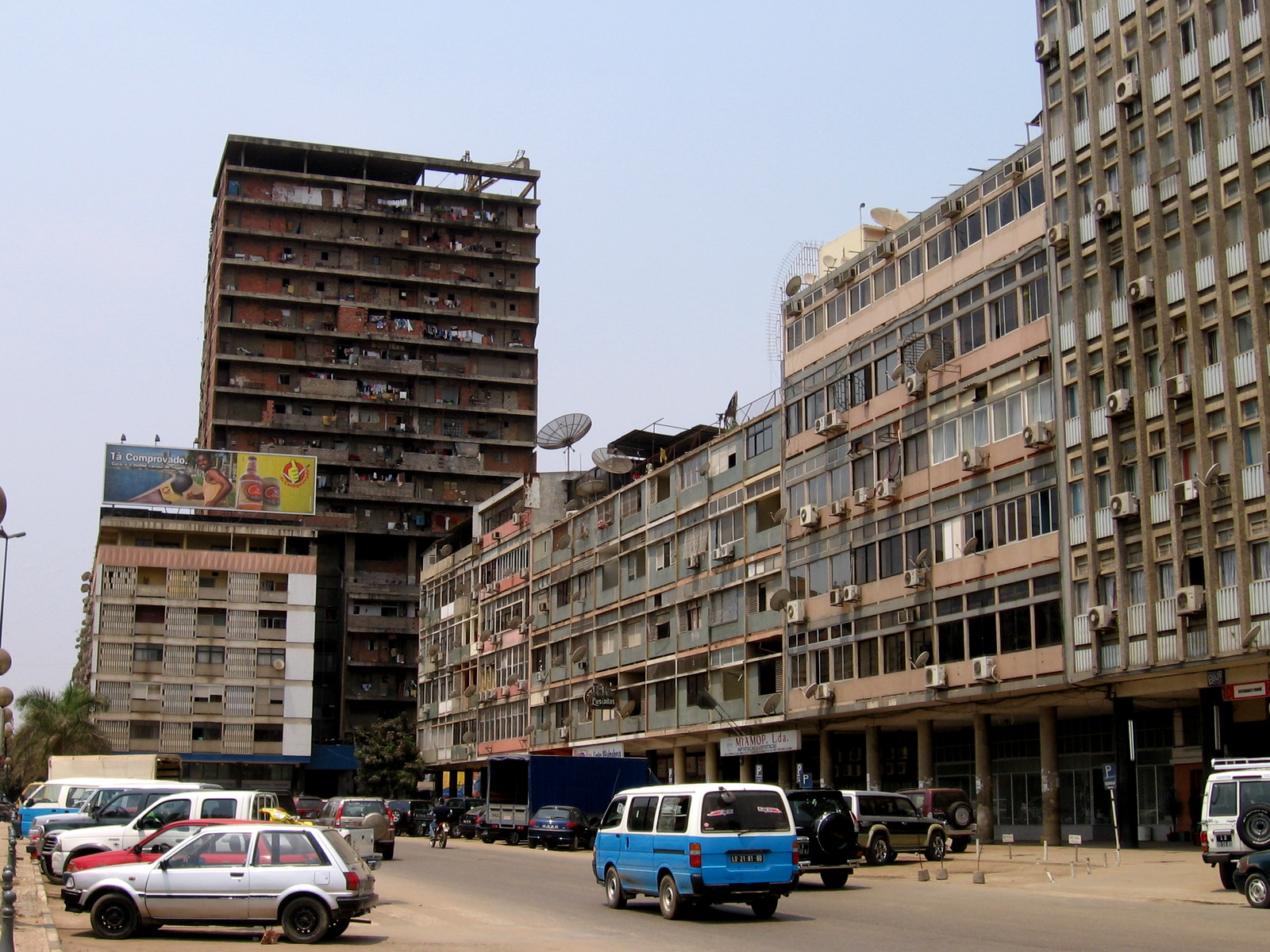
Luanda v roce 2007
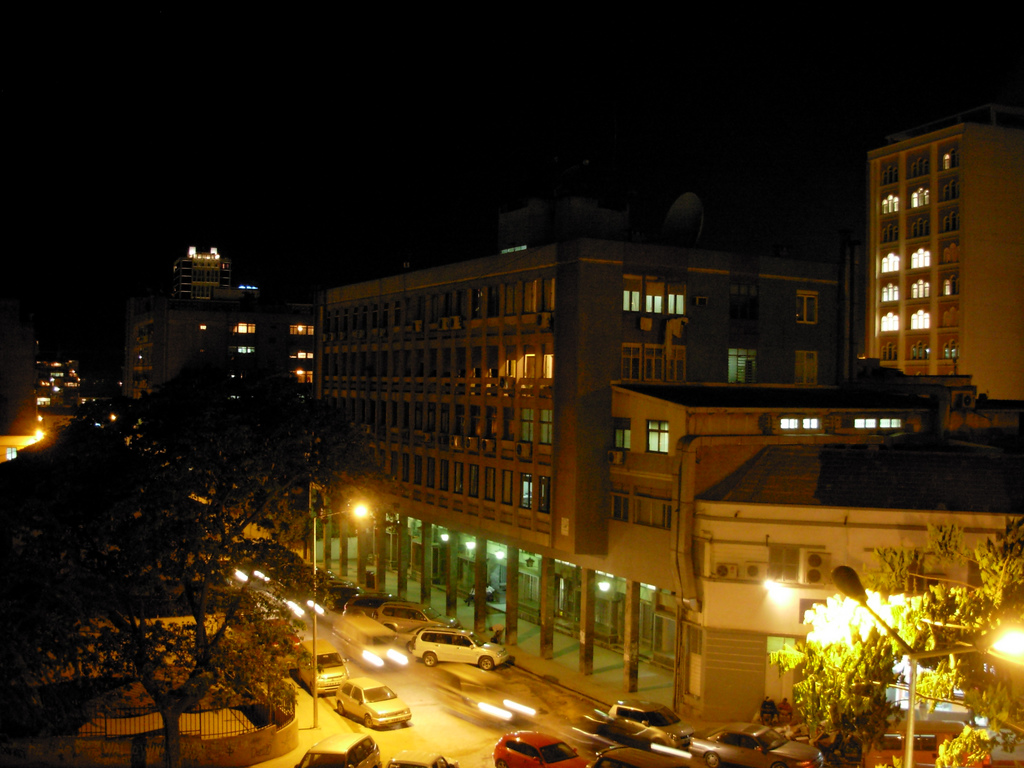
Noční Luanda
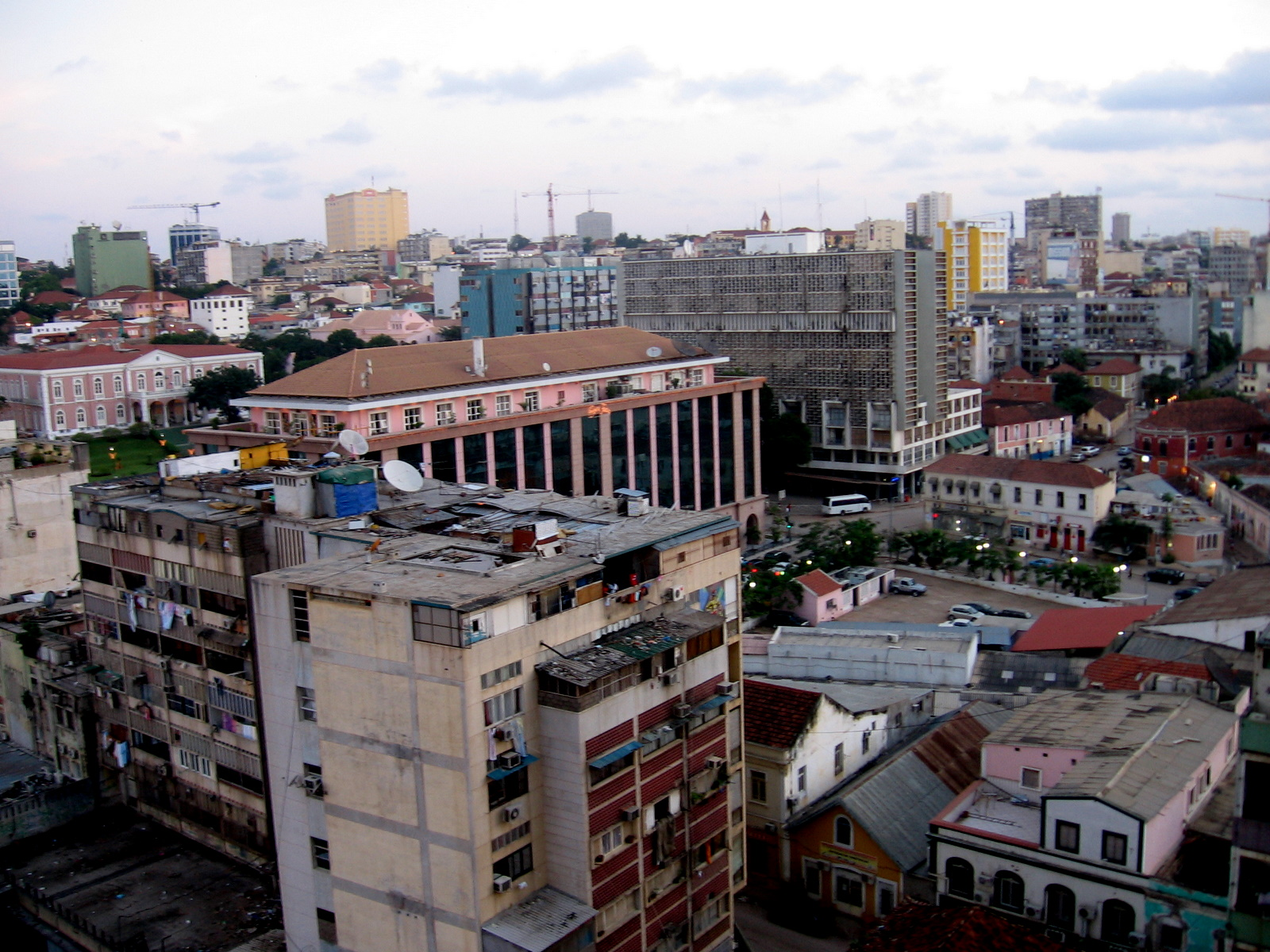
Stará ještě starší zástavba
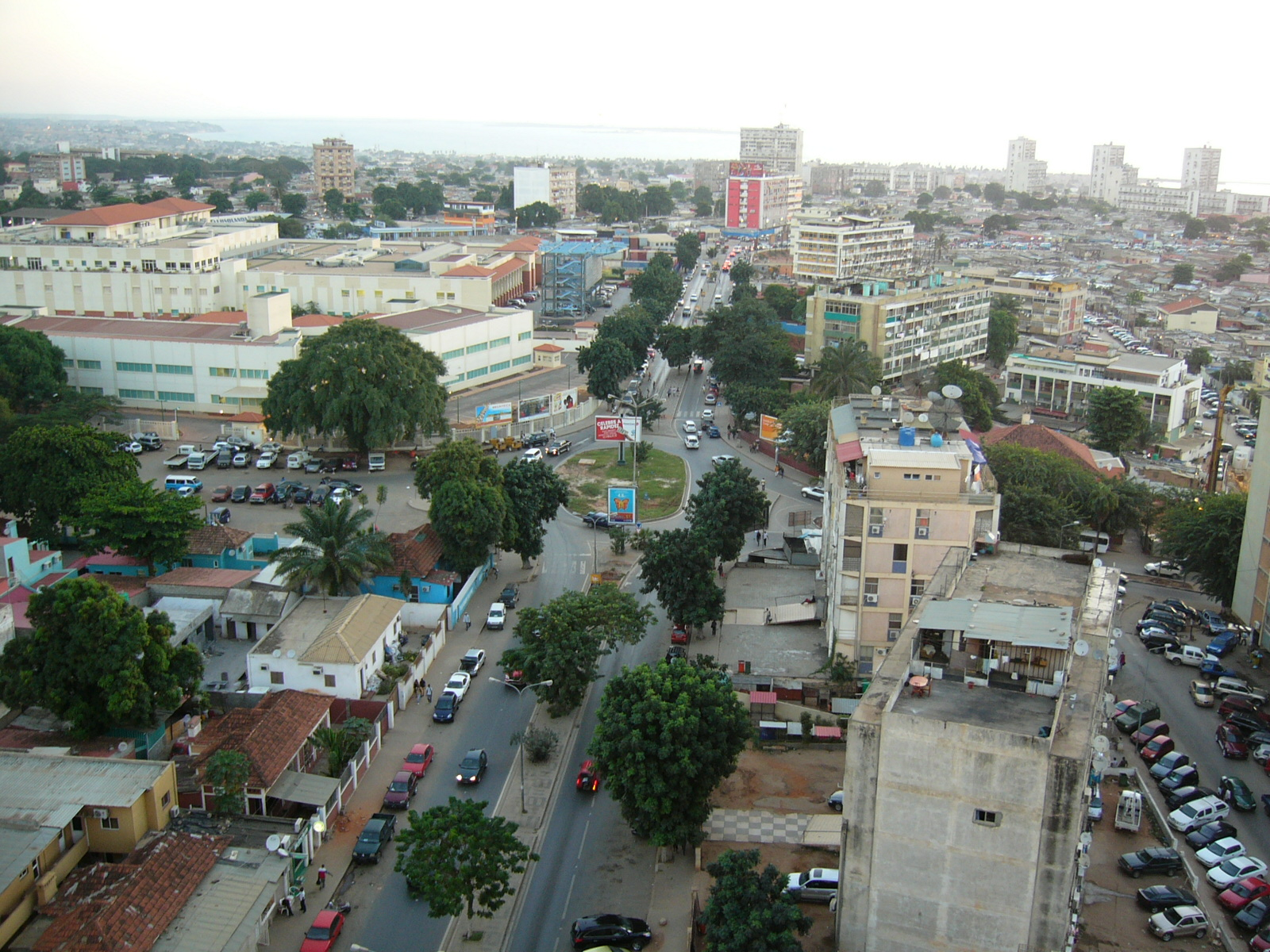
Jednopodlažní domy vedle věžáků
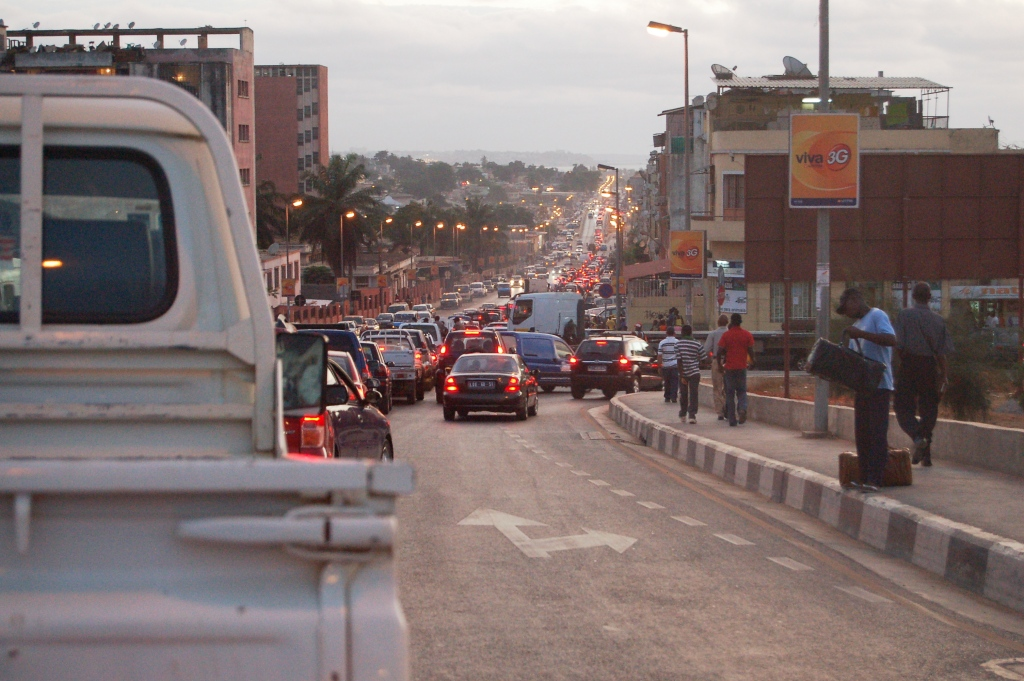
Doprava v Luandě
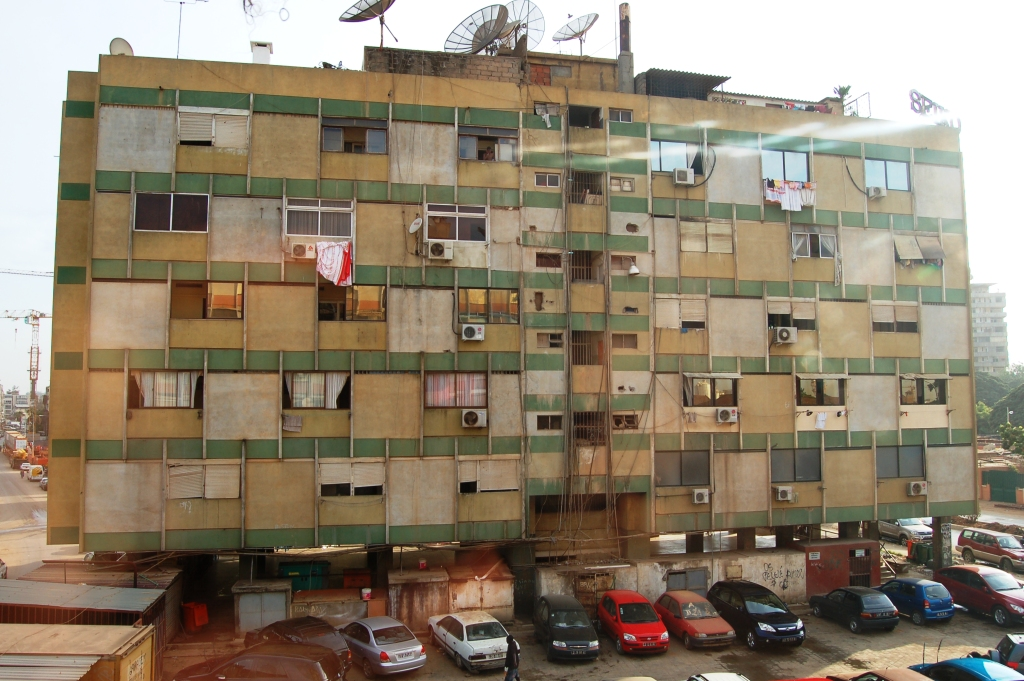
Bytovka na kuřích nohách
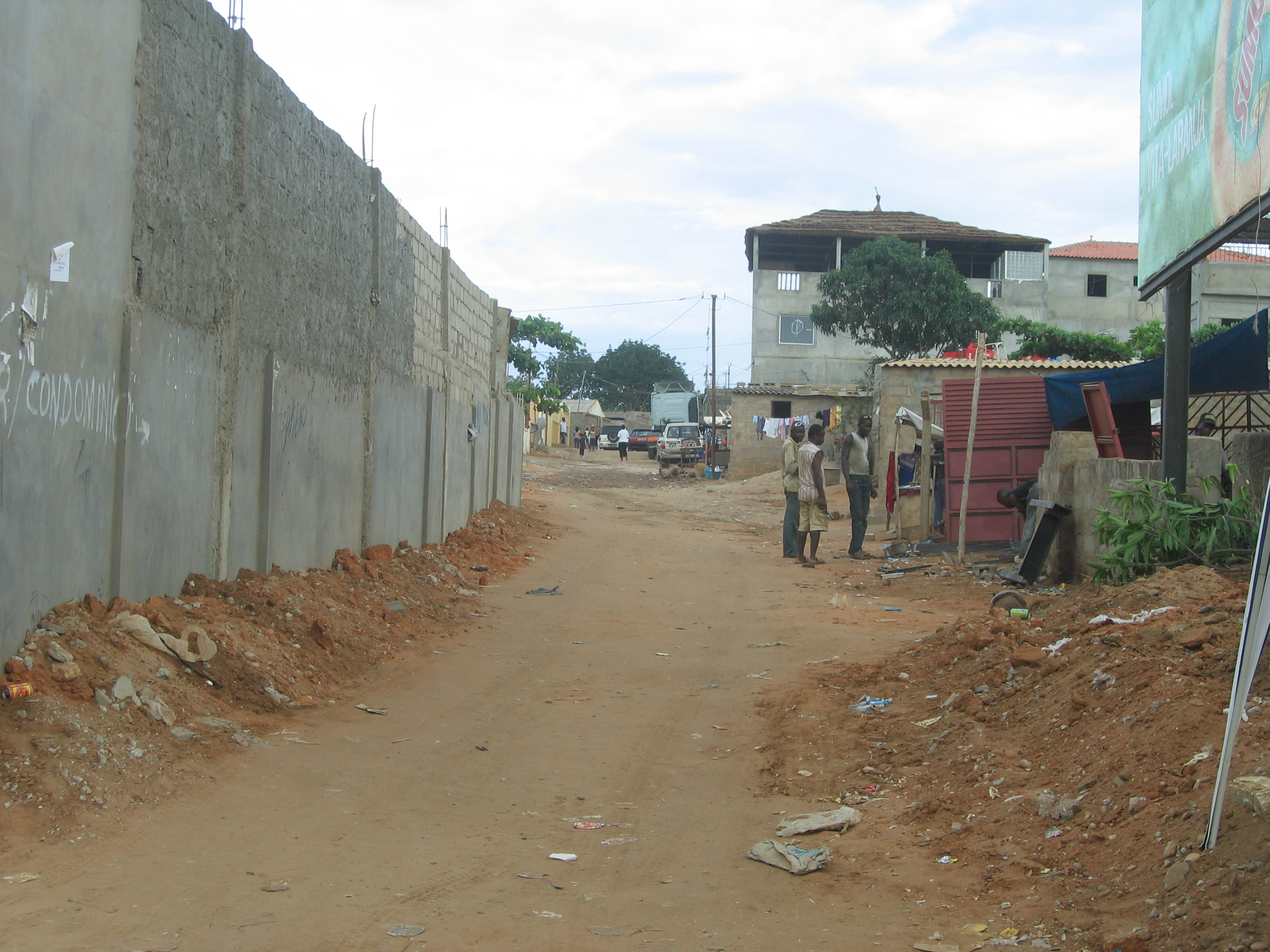
Jižní Luanda
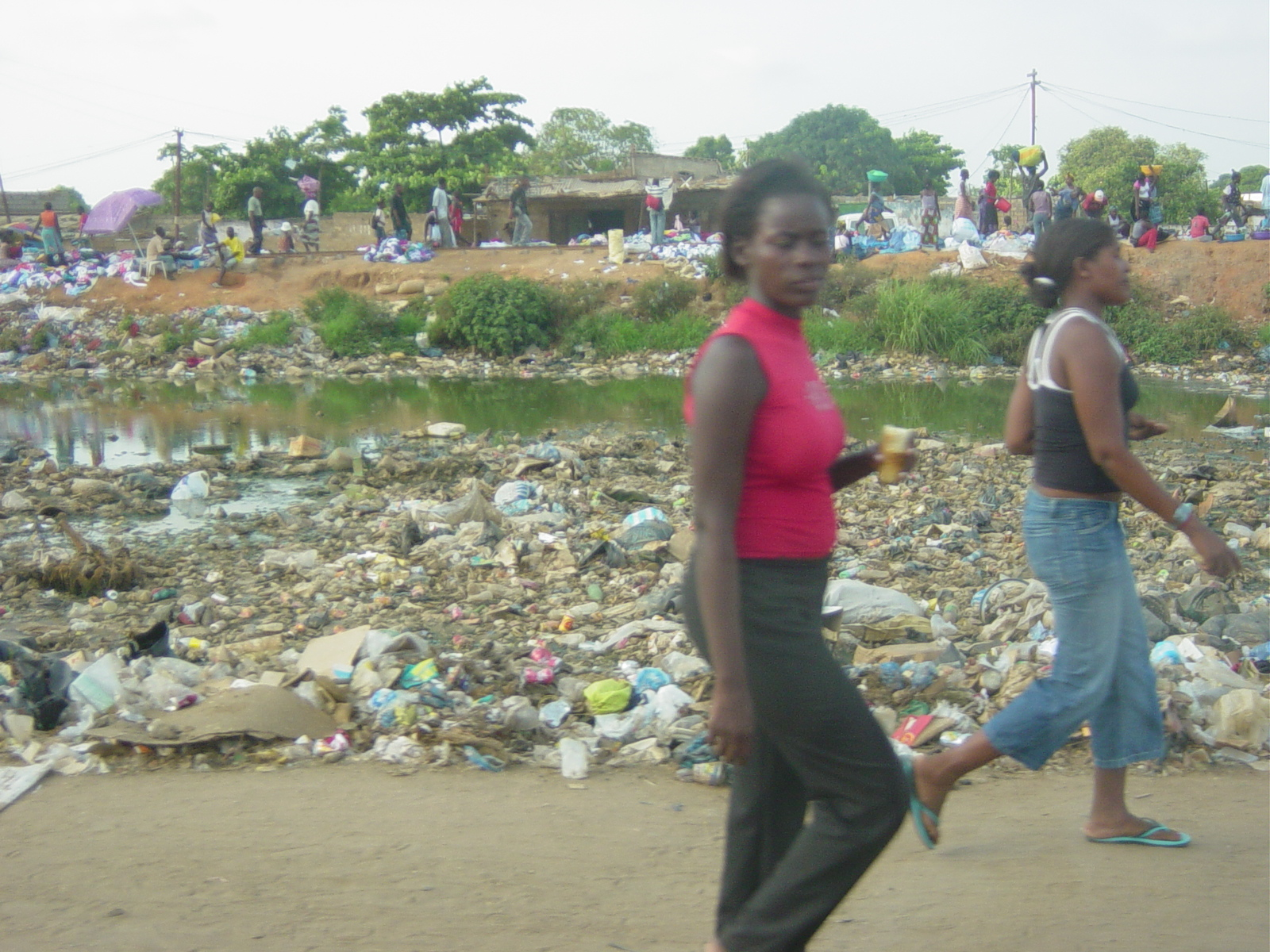
Cesta do Luandy
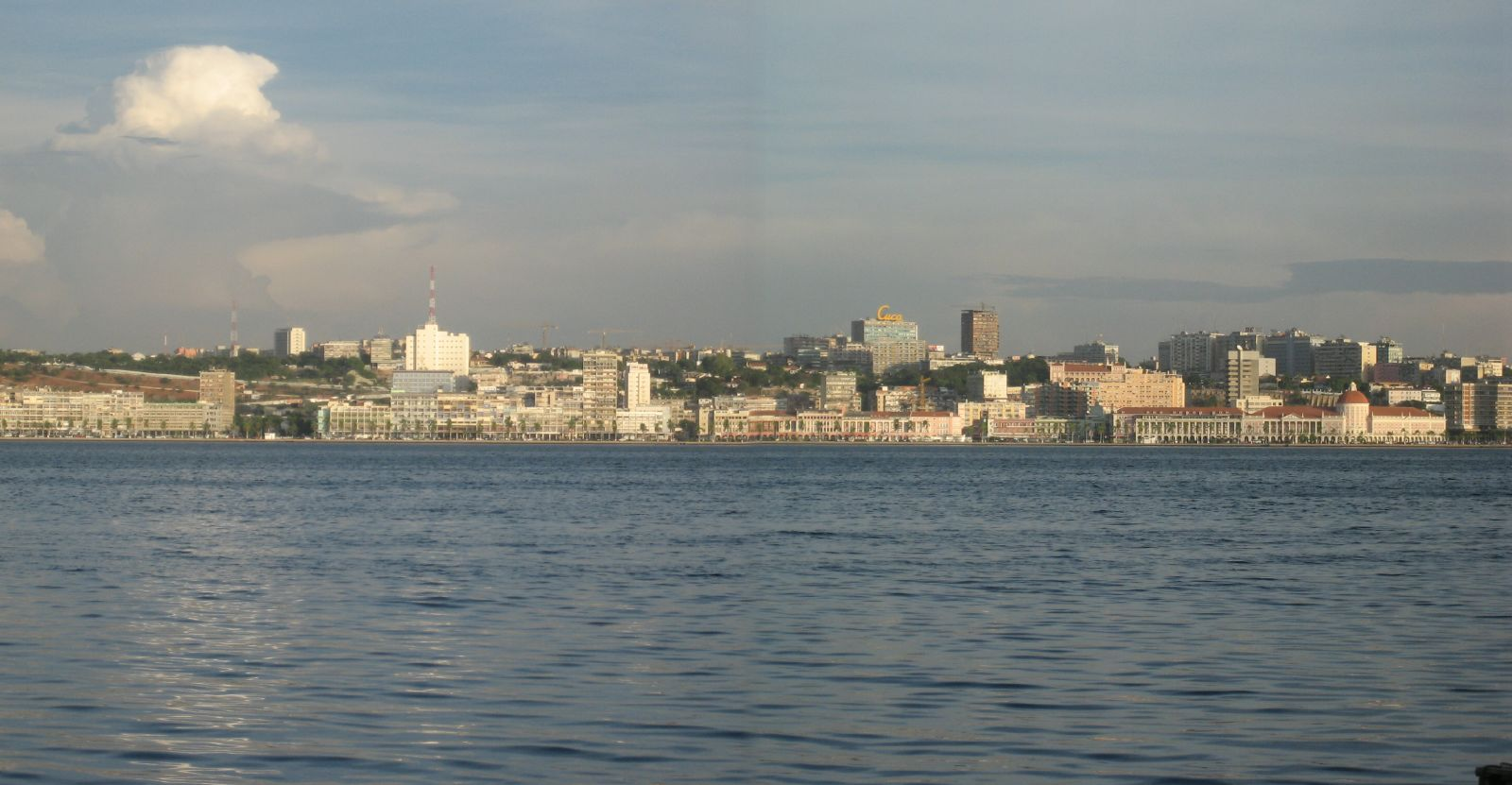
Nábřeží Marginal z ostrova Cabo
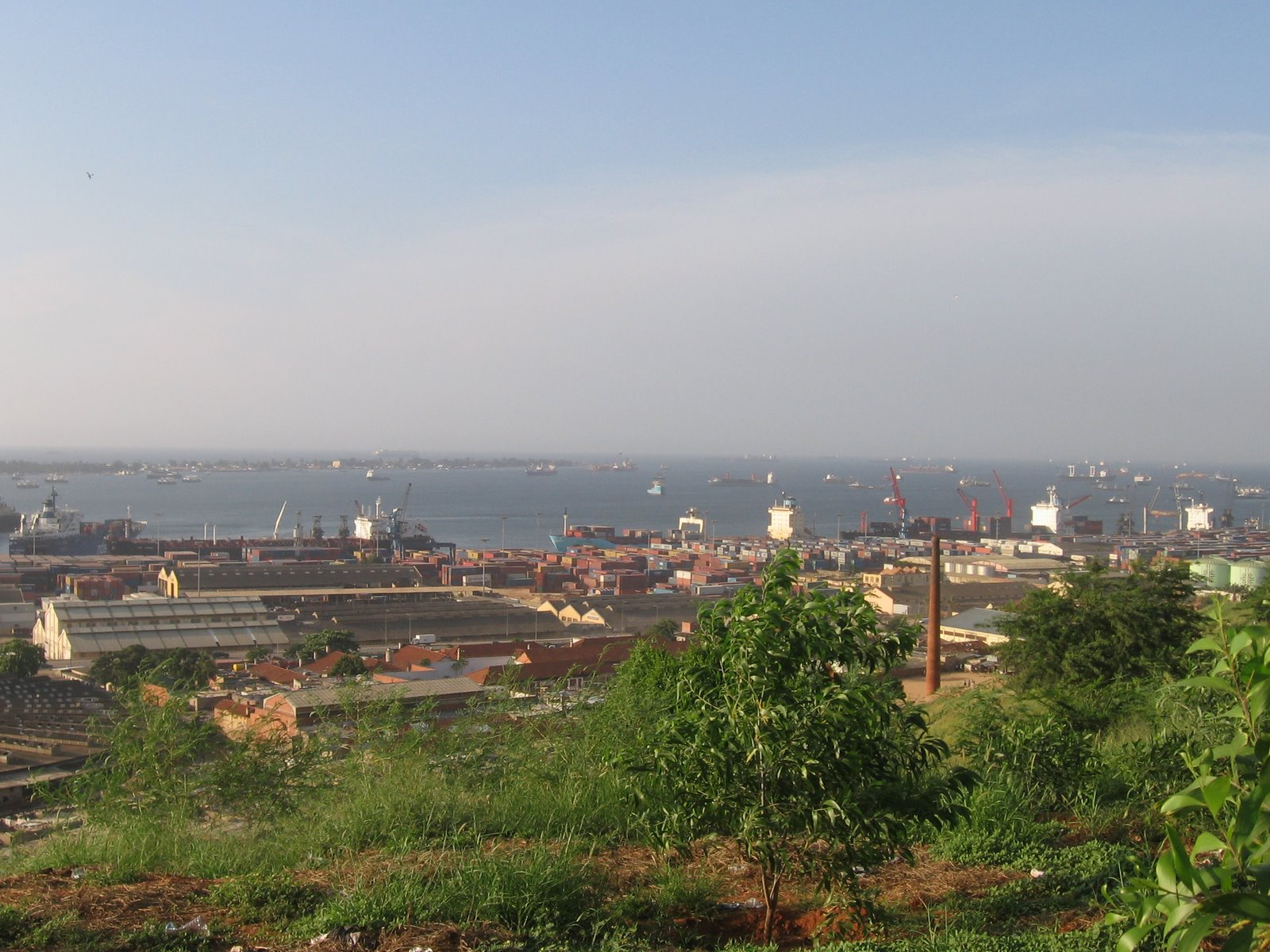
Luandský přístav
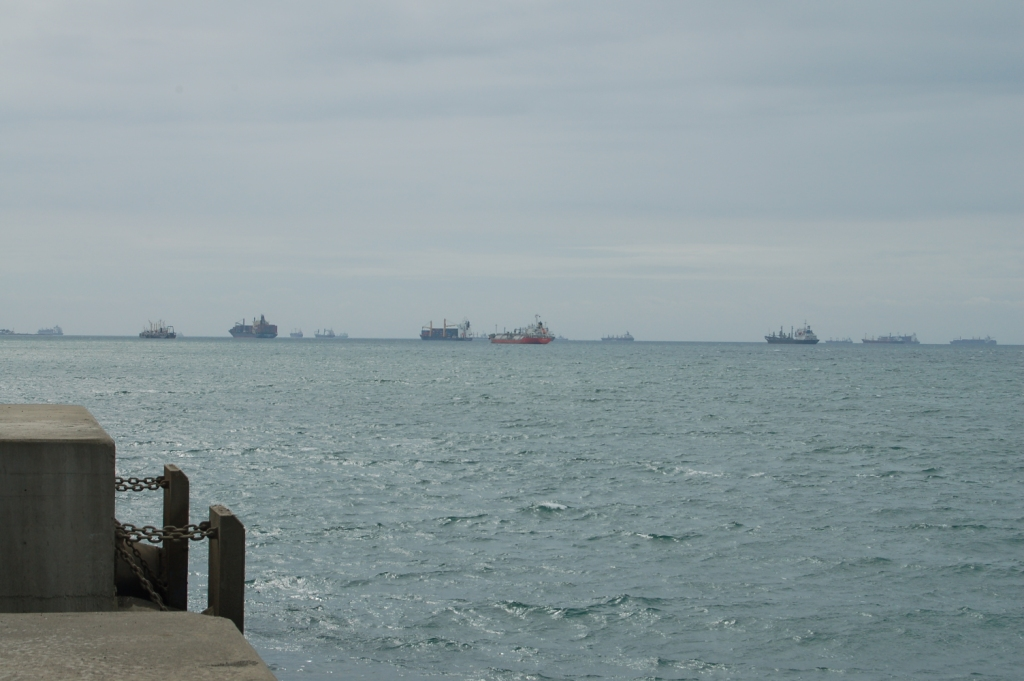
Kontejnerové lodě u přístavu
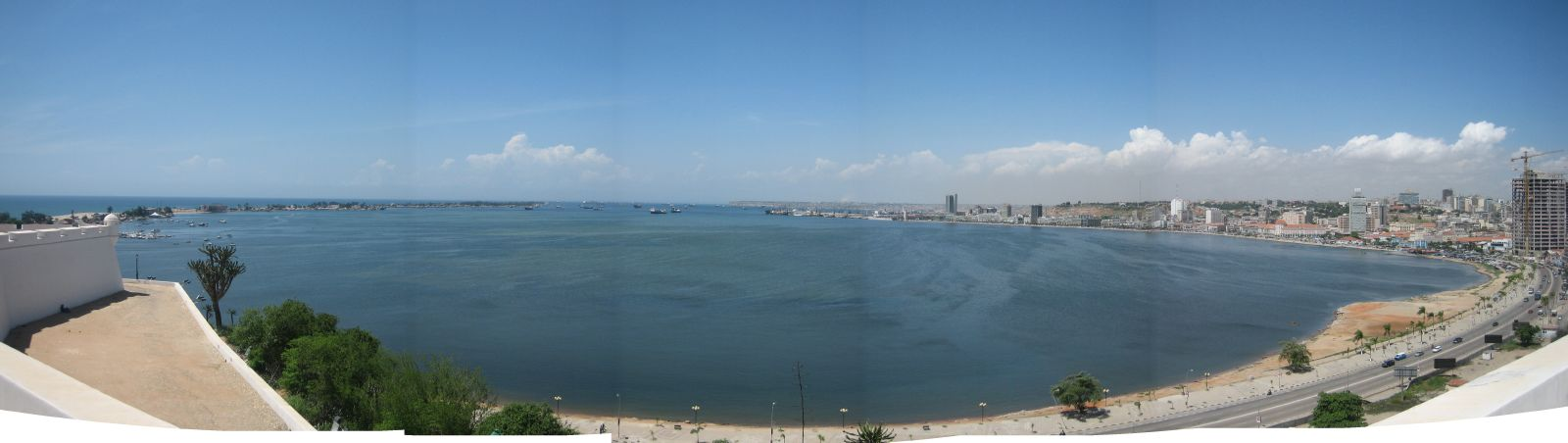
Nábřeží Marginal z pevnosti São Miguel
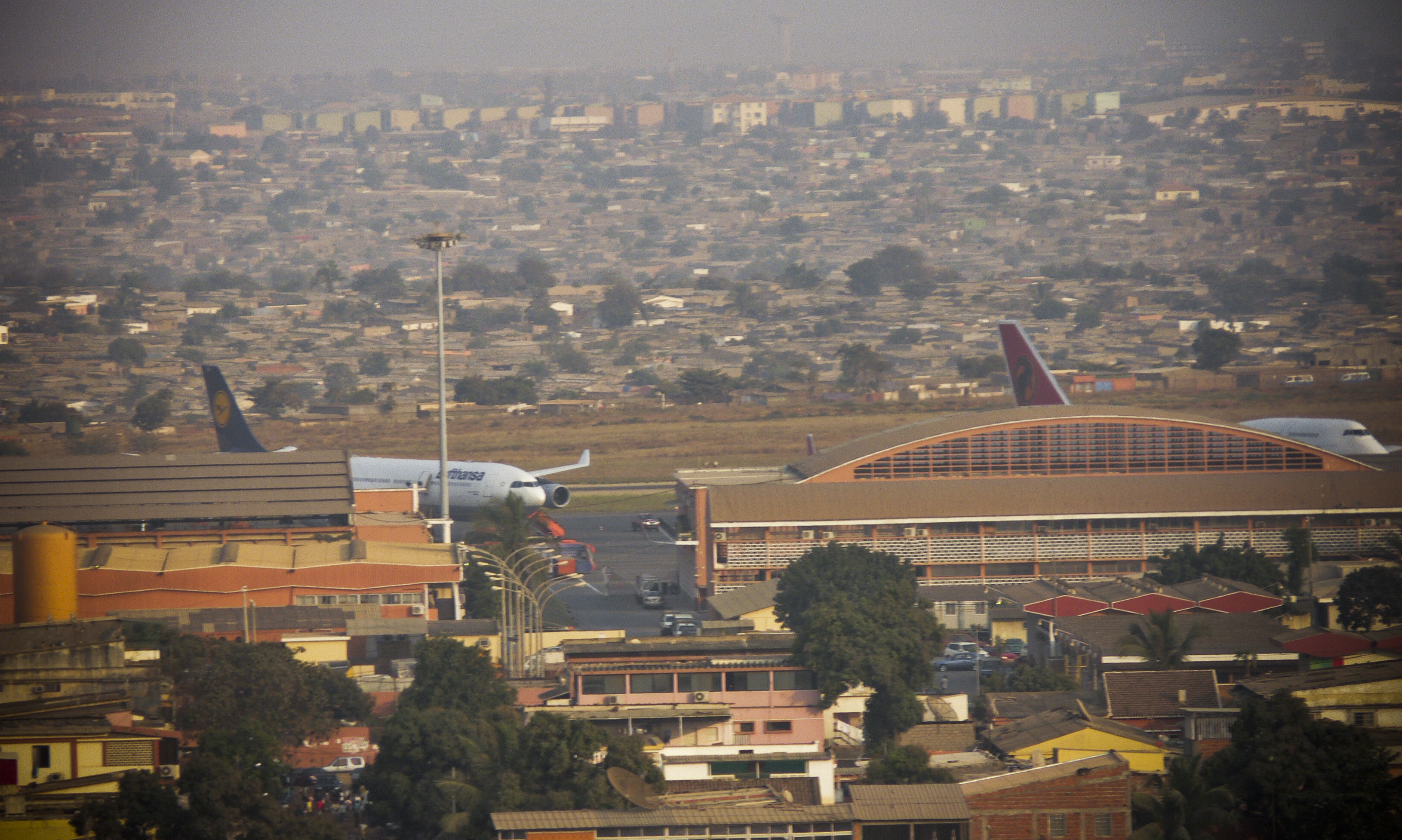
Mezinárodní letiště 4. února (Aeroporto Internacional 4 de Fevereiro)
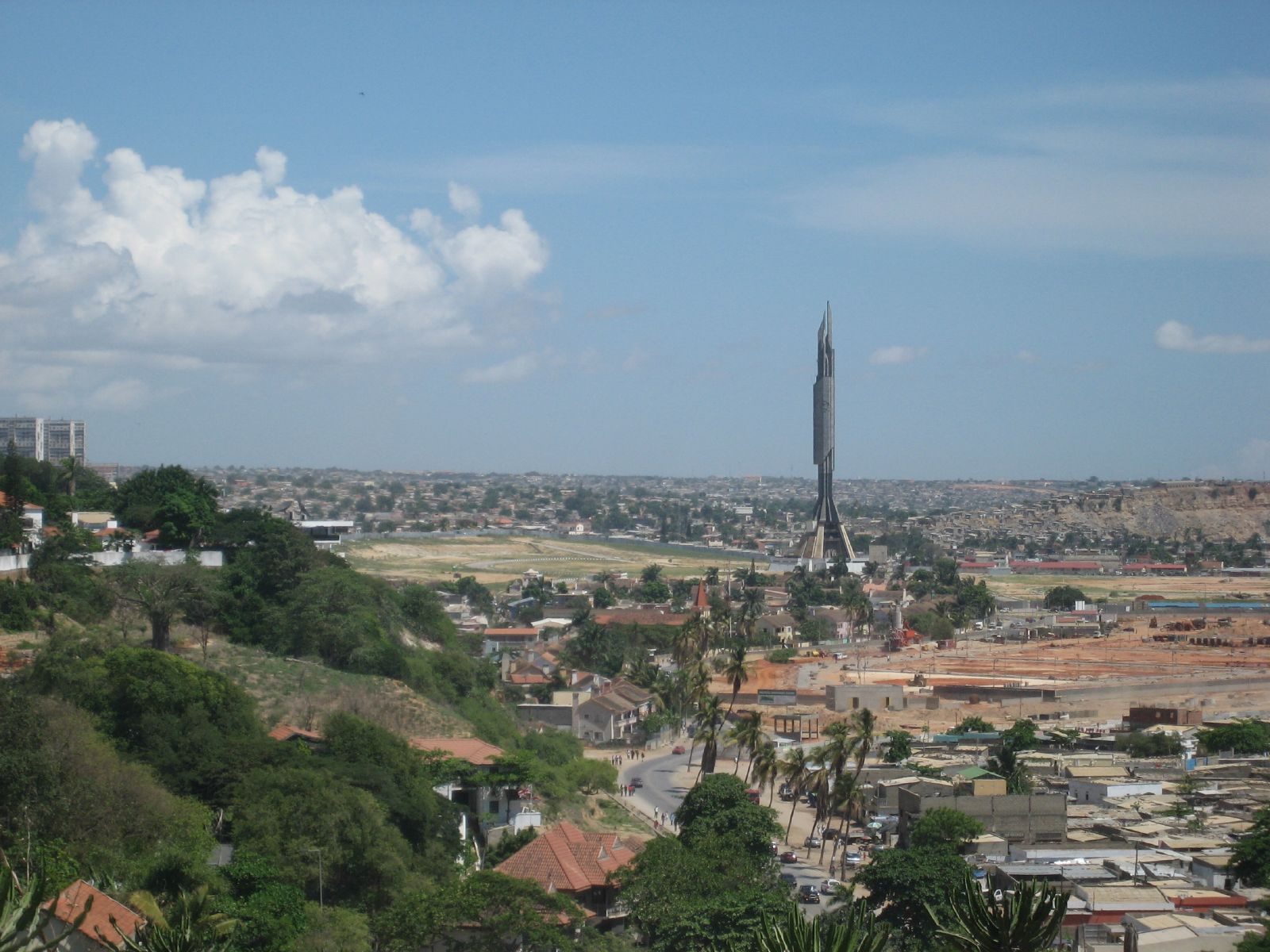
Mauzoleum Agostinha Neta - prvního prezidenta
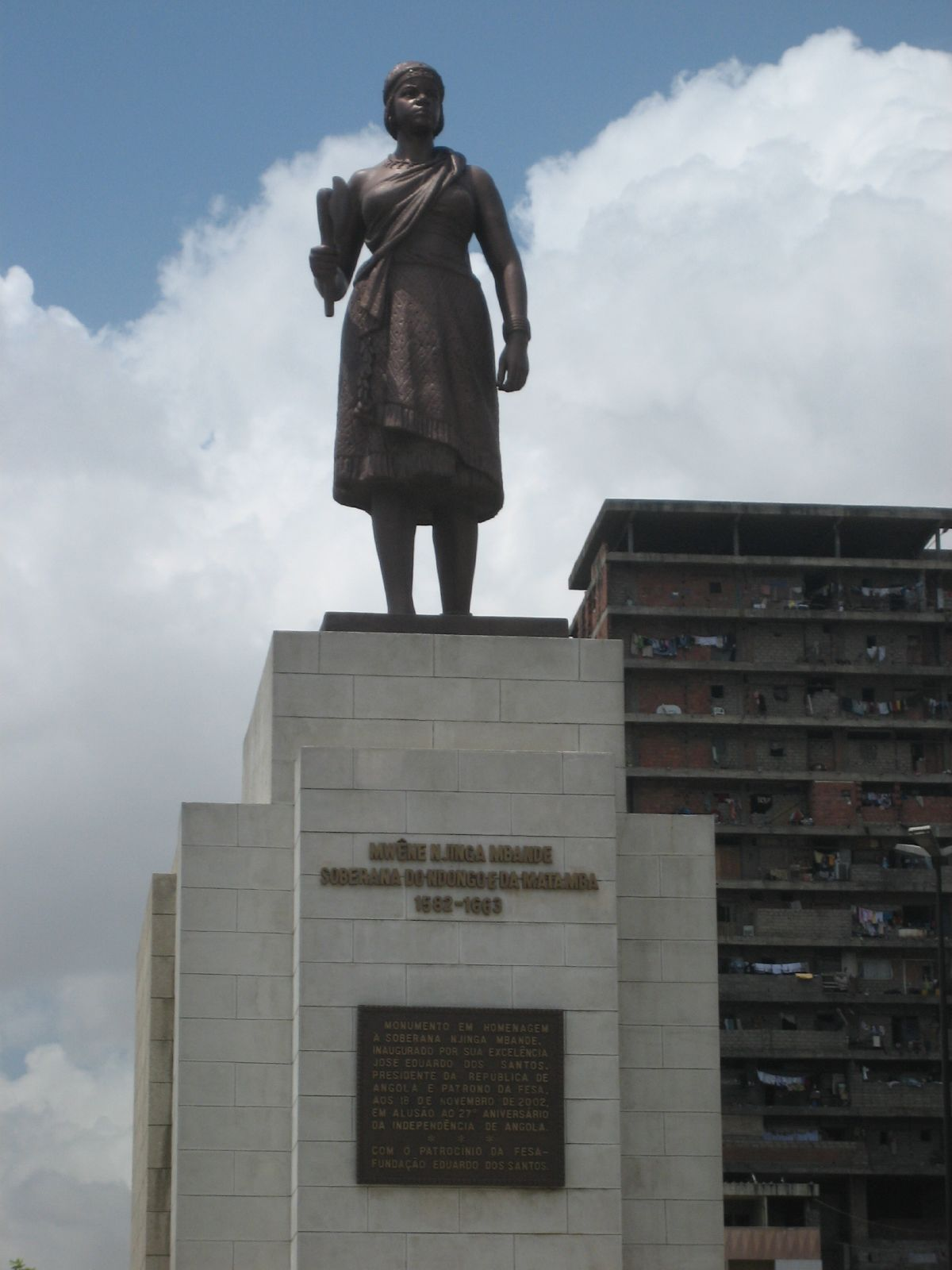
Pomník Ngolské královny Nzinga Mbande
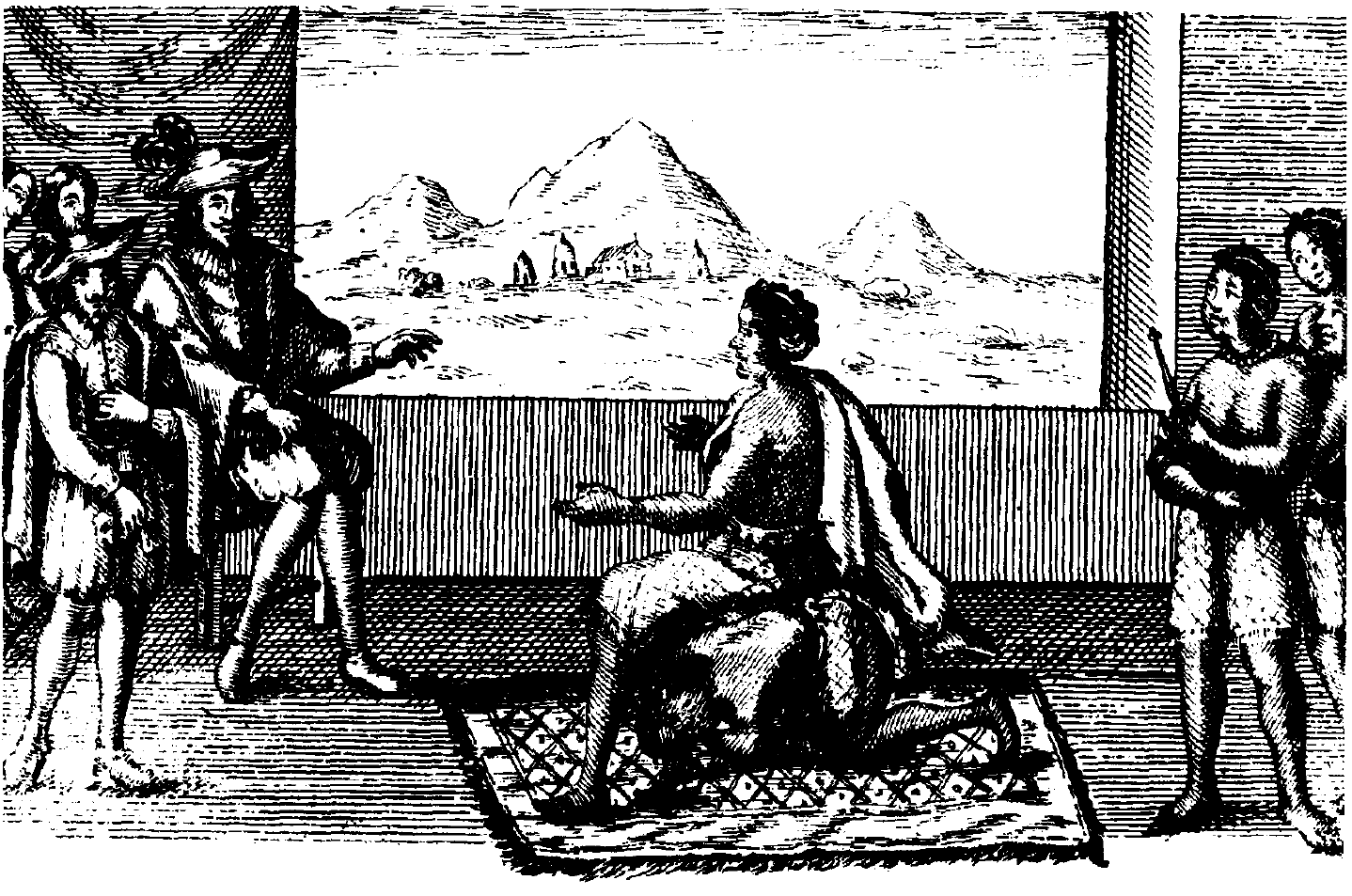
Královna Nzinga Mbande
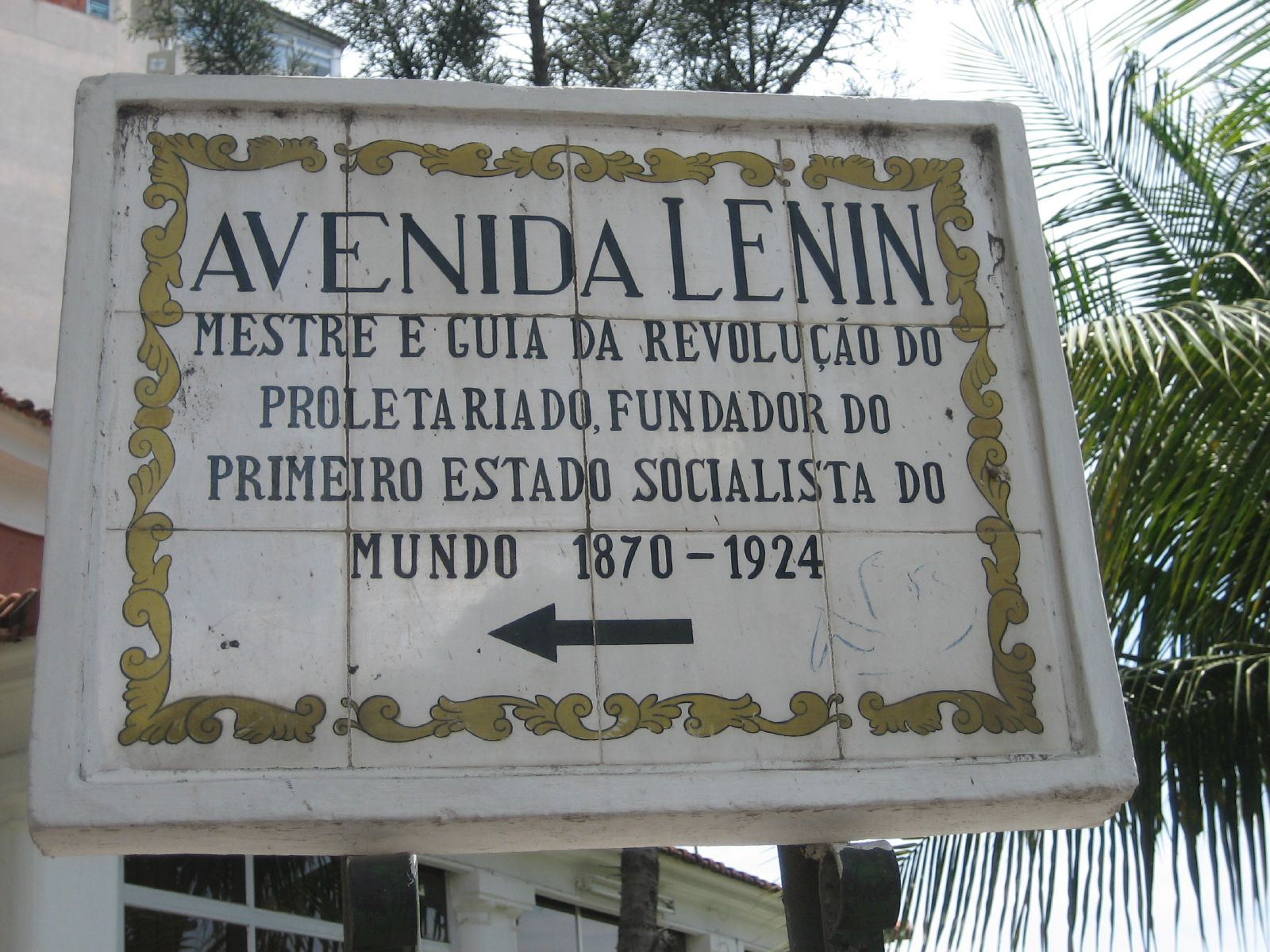
Leninova třída
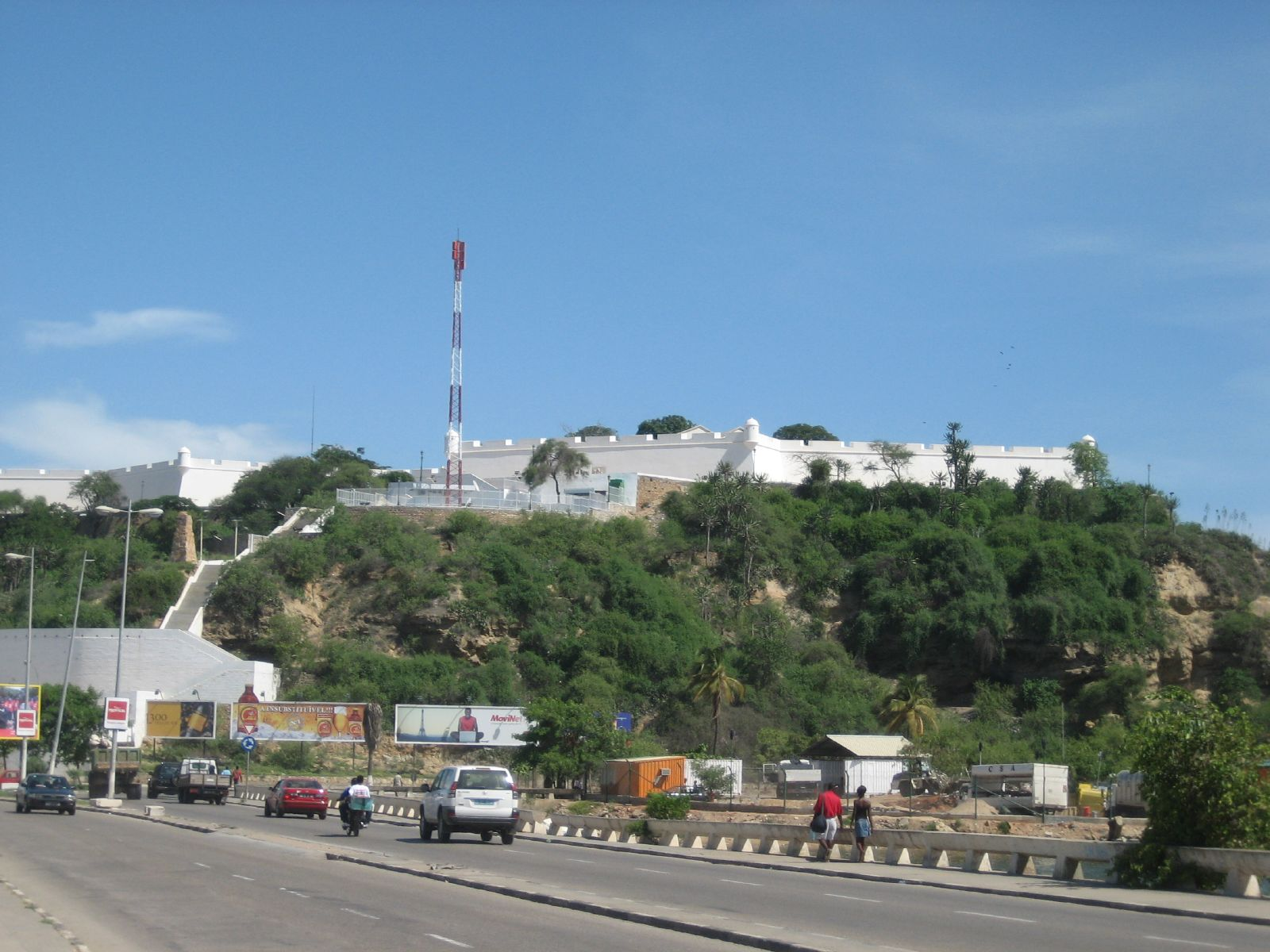
Pevnost sv. Michala (Fortaleza de São Miguel)
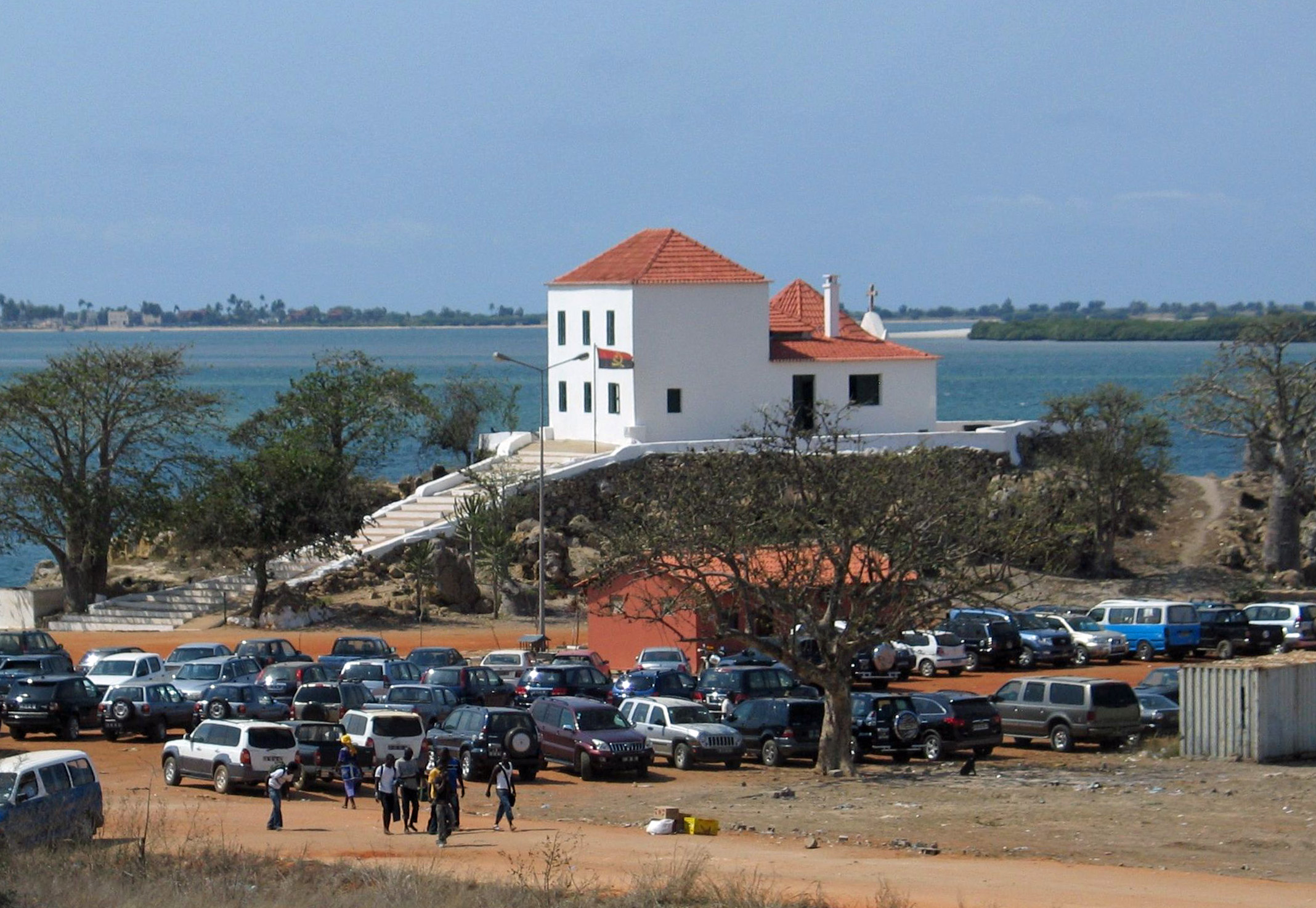
Národní muzeum otrokářství
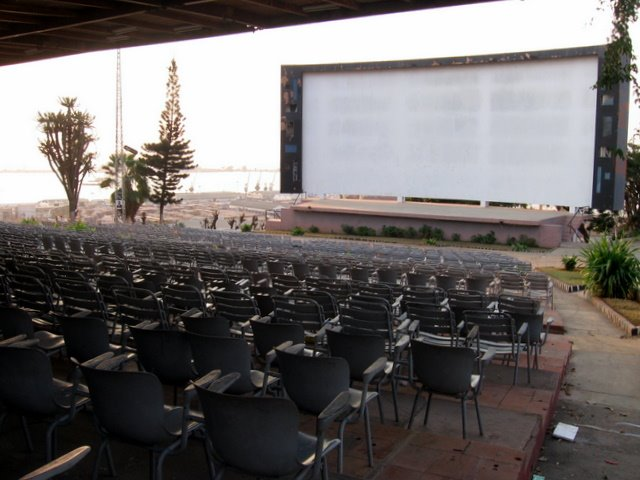
Letní kino Miramar
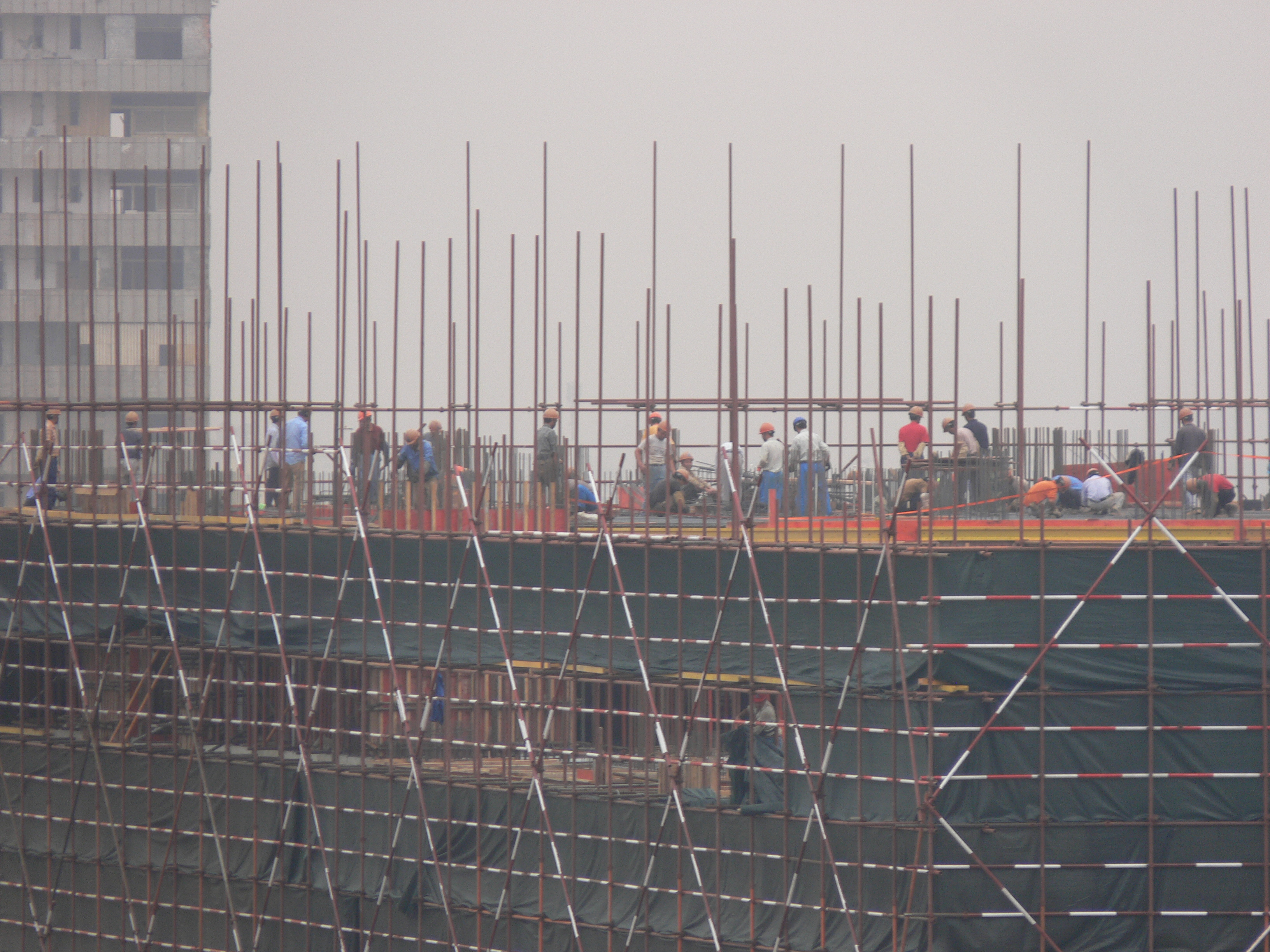
Stavba výškové budovy
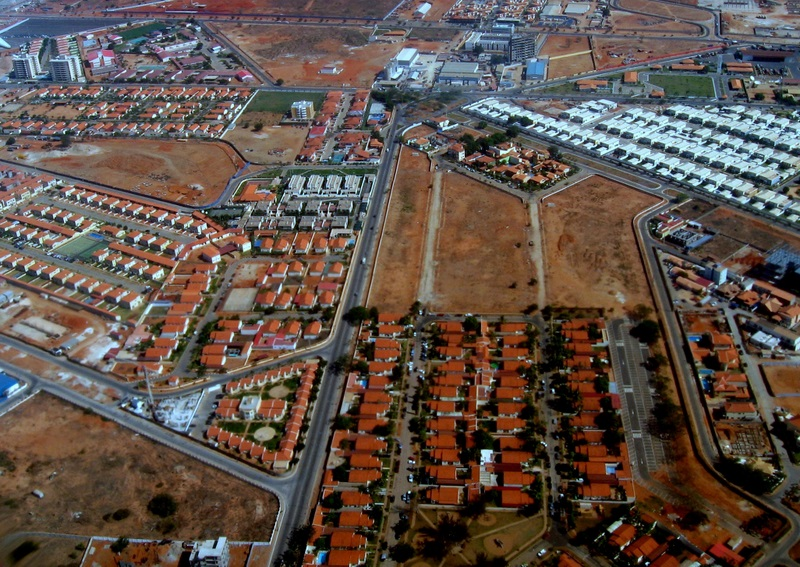
Nová výstavba na předměstí
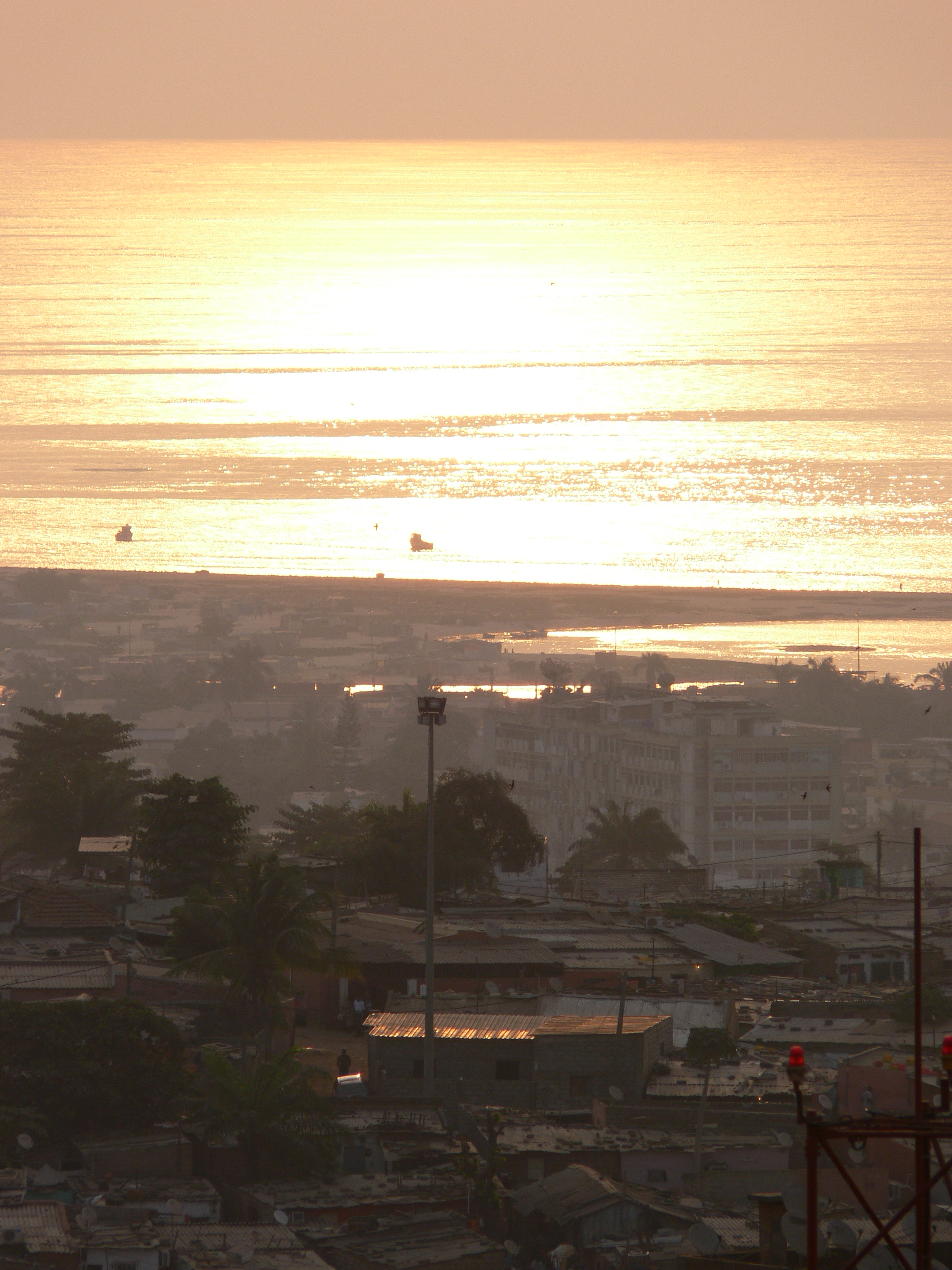
Západ slunce
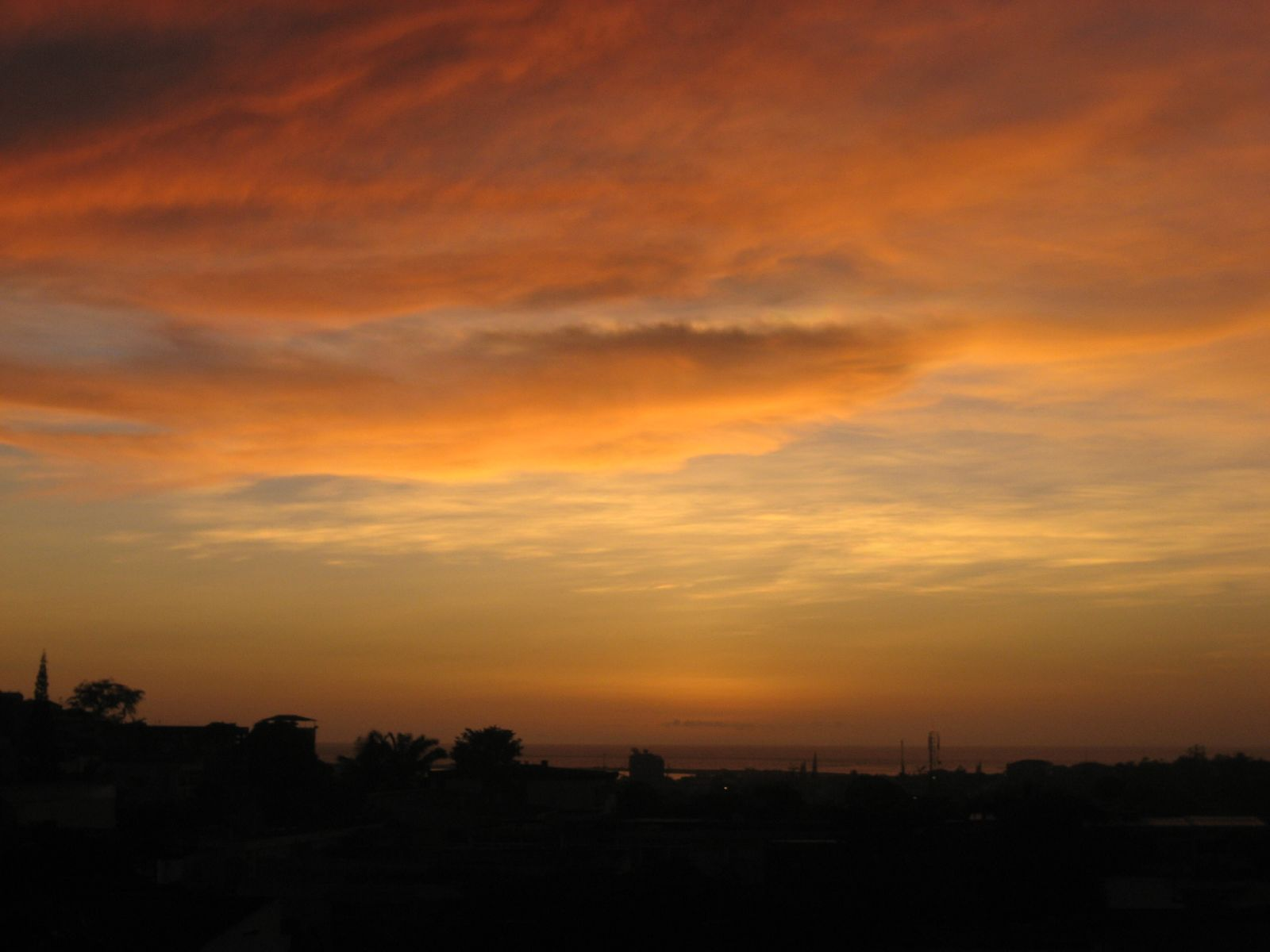
Západ slunce